# Parque Güell
El parque Güell (en catalán: parc Güell; Park Güell en su denominación original) es un parque público con jardines y elementos arquitectónicos situado en la parte superior de la ciudad de Barcelona (España), en las estribaciones de la sierra de Collserola. El parque se halla en la ladera sur del monte Carmelo (barrio de La Salud, en el distrito de Gracia) y colindante a la ladera norte donde se encuentra el parque del Carmelo (barrio de El Carmelo, del distrito de Horta-Guinardó). Ideado como urbanización, el parque fue diseñado por el arquitecto Antoni Gaudí, máximo exponente del modernismo catalán, por encargo del empresario Eusebi Güell. Construido entre 1900 y 1914, fue inaugurado como parque público en 1926. 
El parque Güell es un reflejo de la plenitud artística de Gaudí: pertenece a su etapa naturalista (primera década del siglo XX), período en que el arquitecto perfeccionó su estilo personal, a través de la inspiración en las formas orgánicas de la naturaleza, para lo que puso en práctica toda una serie de nuevas soluciones estructurales originadas en sus profundos análisis de la geometría reglada. A ello añade el artista catalán una gran libertad creativa y una imaginativa creación ornamental: partiendo de cierto barroquismo sus obras adquieren gran riqueza estructural, de formas y volúmenes desprovistos de rigidez racionalista o de cualquier premisa clásica. En el parque Güell desplegó Gaudí todo su genio arquitectónico y puso en práctica muchas de sus innovadoras soluciones estructurales que serían emblemáticas de su estilo organicista y que culminarían en la Sagrada Familia.
El parque fue concebido por Güell y Gaudí como un conjunto estructurado donde, dentro de un incomparable marco de belleza natural, se situarían unas viviendas de alto standing, con todos los adelantos tecnológicos de la época para procurar el máximo confort y con unos acabados de gran calidad artística. Asimismo, idearon un conjunto impregnado de un fuerte simbolismo, ya que procuraron sintetizar en los elementos comunes del parque muchos de los ideales tanto políticos como religiosos que compartían mecenas y arquitecto: así, son perceptibles en el conjunto conceptos procedentes del catalanismo político —sobre todo en la escalinata de acceso, donde se representan los Países catalanes— y de la religión católica —en el monumento al Calvario, ideado en principio como capilla—. También es importante el elemento mitológico: según parece, Güell y Gaudí se inspiraron en el templo de Apolo de Delfos para su concepción del parque.
Por otro lado, numerosos expertos han querido ver en el parque una serie de referencias de variado signo, debido a la compleja iconografía aplicada por Gaudí al conjunto del proyecto urbanístico, referencias que van desde la reivindicación política hasta la exaltación religiosa, pasando por la mitología, la historia o la filosofía. En concreto, muchos estudiosos pretenden ver referencias a la masonería, hecho poco probable debido a las profundas creencias religiosas tanto de Gaudí como del conde Güell y, en todo caso, no probado por ningún indicio objetivo en toda la historiografía del arquitecto modernista. La multiplicidad de símbolos desarrollada en el parque Güell es, como se ha dicho, de signo político y religioso, en todo caso con cierto carácter mistérico debido al gusto de la época por los enigmas y acertijos.
El parque está catalogado como un monumento declarado en el registro de Bienes Culturales de Interés Nacional del patrimonio catalán y en el registro de Bienes de Interés Cultural del patrimonio español con el código RI-51-0003818. También forma parte del Patrimonio de la Humanidad declarado por la UNESCO como Obras de Antoni Gaudí, con el código 320-001, donde fue inscrito en 1984 junto al palacio Güell y la casa Milà.

## Historia

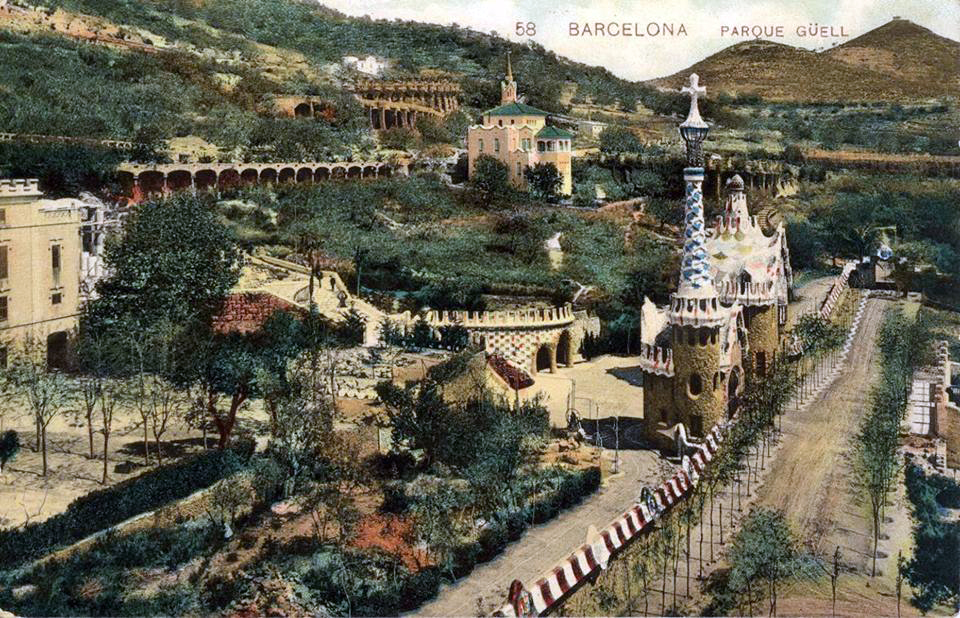
El parque en 1906

El parque debe su nombre a Eusebi Güell, un rico empresario miembro de una influyente familia burguesa de la Ciudad Condal. Hombre polifacético y de gran cultura, fue escritor, pintor, lingüista, químico y biólogo. Como empresario fue dueño de empresas como El Vapor Vell o la Cementera Asland, y tenía participaciones en otras empresas como Tabacos de Filipinas, el Banco Hispano Colonial o la Compañía de los Caminos de Hierro del Norte de España. Asimismo, militó en el catalanismo y fue diputado en las Cortes en 1878. En 1910 fue nombrado conde por el rey Alfonso XIII. Amigo íntimo y mecenas de Gaudí, le encargó muchas de las obras efectuadas por el arquitecto modernista, sin interferir en sus decisiones artísticas. Para el conde Güell, Gaudí construyó, además del parque Güell, el palacio Güell, las bodegas Güell, los pabellones Güell y la cripta de la Colonia Güell.
El parque Güell se formó por la unión de dos fincas, Can Muntaner de Dalt y Can Coll i Pujol, en la llamada «montaña Pelada» (hoy día monte Carmelo), adquiridas por Güell en 1899 la primera y 1902 la segunda. Este monte pertenece a las estribaciones de la sierra de Collserola y la parte urbanizada por Gaudí se halla en su ladera sudoriental, la más soleada y protegida de los vientos del norte por las montañas circundantes. El terreno había pertenecido al marqués de Marianao (alcalde de Barcelona en 1905-1906 y 1910-1911), promotor del parque de Samà en Cambrils, obra de José Fontseré (1882), uno de los maestros de Gaudí. Según los expertos, el parque de Samà pudo servir de influencia para el arquitecto reusense.
El conde Güell se instaló en una antigua masía del siglo XVII (reformada en el siglo XIX) situada en el recinto del parque antes de su urbanización, la casa Larrard. Gaudí hizo algunas reformas en la misma, entre 1906 y 1922: añadió un porche y un invernadero, y diseñó el arco de acceso a la capilla, cuyas puertas aún se conservan. Al convertirse en parque público esta casa pasó a ser una escuela de primaria, denominada General Primo de Rivera y, desde 1982, Baldiri Reixac.
Fue el conde Güell quien proyectó convertir la falda de la montaña en una urbanización, encargo que encomendó a Gaudí, con el que mantenía una fructífera relación profesional desde 1878, fecha en que el empresario quedó impresionado con el talento del joven arquitecto al ver una obra suya (una vitrina realizada para la Guantería Comella) en la Exposición Universal de París de ese año.
Junto con Gaudí trabajaron algunos de sus colaboradores más habituales, como Josep Maria Jujol, Francisco Berenguer, Joan Bergós, Juan Rubió y Llorenç Matamala. Las obras corrieron a cargo del contratista José Pardo Casanovas, asociado a su sobrino Julián Bardier Pardo.
Güell y Gaudí tenían en mente un proyecto al estilo de las ciudades-jardín inglesas —lo que queda manifiesto en la ortografía inicial Park Güell—, conforme a las teorías de Ebenezer Howard, que habían sido introducidas a principios del siglo XX por Cebrià de Montoliu a través de la revista Civitas (1911-1919). El conde Güell tenía experiencia con la organización laboral inglesa, como se vio reflejado en su proyecto de ciudad obrera de la Colonia Güell, en Santa Coloma de Cervelló. Sin embargo, en esta ocasión el objetivo era el de una urbanización destinada a la burguesía. Asimismo, Güell se inspiró para las zonas ajardinadas en el jardín de la Fontaine de la ciudad de Nîmes, donde vivió en su juventud.
Al poco de iniciadas las obras se encontraron en la zona del Turó de les Menes unas cuevas prehistóricas con restos fósiles, que fueron estudiadas por el geólogo Norberto Font y Sagué. Se comprobó que había sucesivas capas geológicas: sobre calizas dolomíticas del devónico inferior había una capa travertínica arcillosa, sobre esta una capa de travertino estalagmítico y, por último, de cieno rojo calizo-arcilloso. Al parecer, durante algún período de tiempo hubo un estanque en esta zona. Sobre los fósiles, se hallaron restos de mamíferos, reptiles y moluscos, aunque no se evidenció la presencia del ser humano. Entre los restos identificados se registraron ejemplares de erizo común (Erinaceus europeus), de roedores (Lagomys corsicanus y Arvicola arvalis), de rinoceronte (Rhinoceros marcki), ciervo (Cervus elaphus), tortuga (Testudo lunellensis y Testudo ibera) y helícidos (Helix depereti y Helix almerai). Estos restos fueron depositados en el museo del Seminario Conciliar de Barcelona y, posteriormente, en el Museo Martorell de Geología. En 1960 la cueva fue tapiada por peligro de derrumbe.

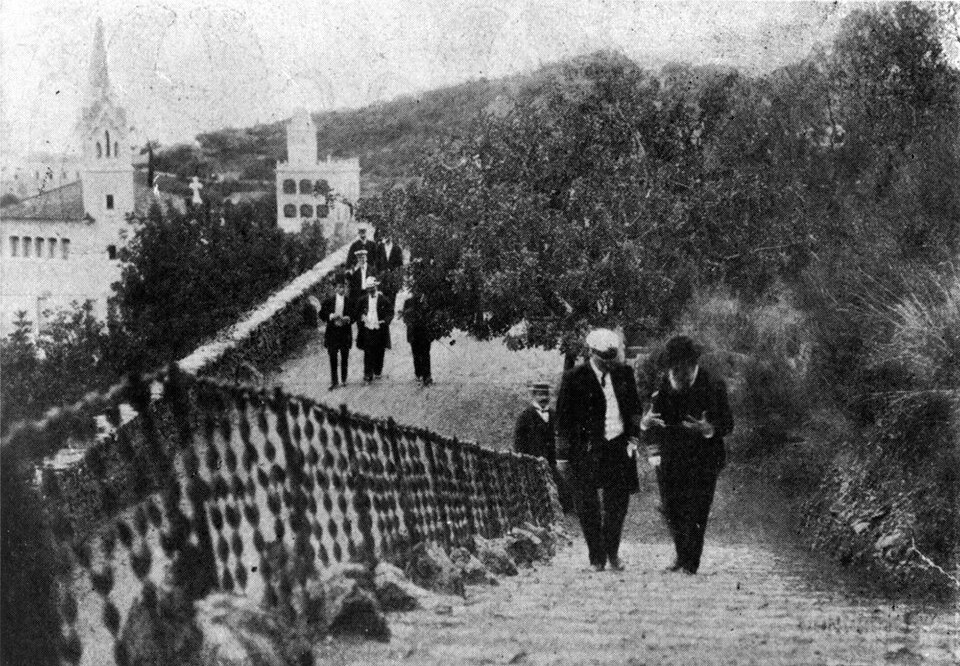
Gaudí en el parque Güell, en una visita de los marineros del navío chileno Ministro Zenteno (1907)

Para el trazado de las vías del parque Gaudí utilizó un eclímetro, con el que efectuó un plano a escala 1:1000 del terreno, ayudado por Julián Bardier. Una copia en ferroprusiato de este plano se halla en la Cátedra Gaudí. La cronología de las obras del parque sería la siguiente: el inicio fue en noviembre de 1900 y desde esta fecha hasta 1903 se hizo la explanación y apertura de calles y se construyó la cerca que rodea el parque, los pabellones de entrada, el refugio para carruajes, la escalinata de acceso, los caminos y viaductos y el sistema de alcantarillado; entre 1904 y 1906 se construyó la casa de muestra, actual Casa-Museo Gaudí; en 1905 se edificó la casa Trias; entre 1908 y 1909 se construyó la sala hipóstila; y entre 1907 y 1913 se erigió el teatro griego con el banco ondulado.
La licencia de obras no fue formalizada hasta 1904, en una instancia dirigida por Güell al Ayuntamiento de Barcelona. Tras un informe emitido por el arquitecto municipal Miquel Pascual, el proyecto fue aprobado el 21 de noviembre de 1904 con el vistobueno de Pedro Falqués, arquitecto jefe de Urbanización y Obras. El proyecto fue expuesto en el Boletín Oficial de la Provincia el 9 de enero de 1905.

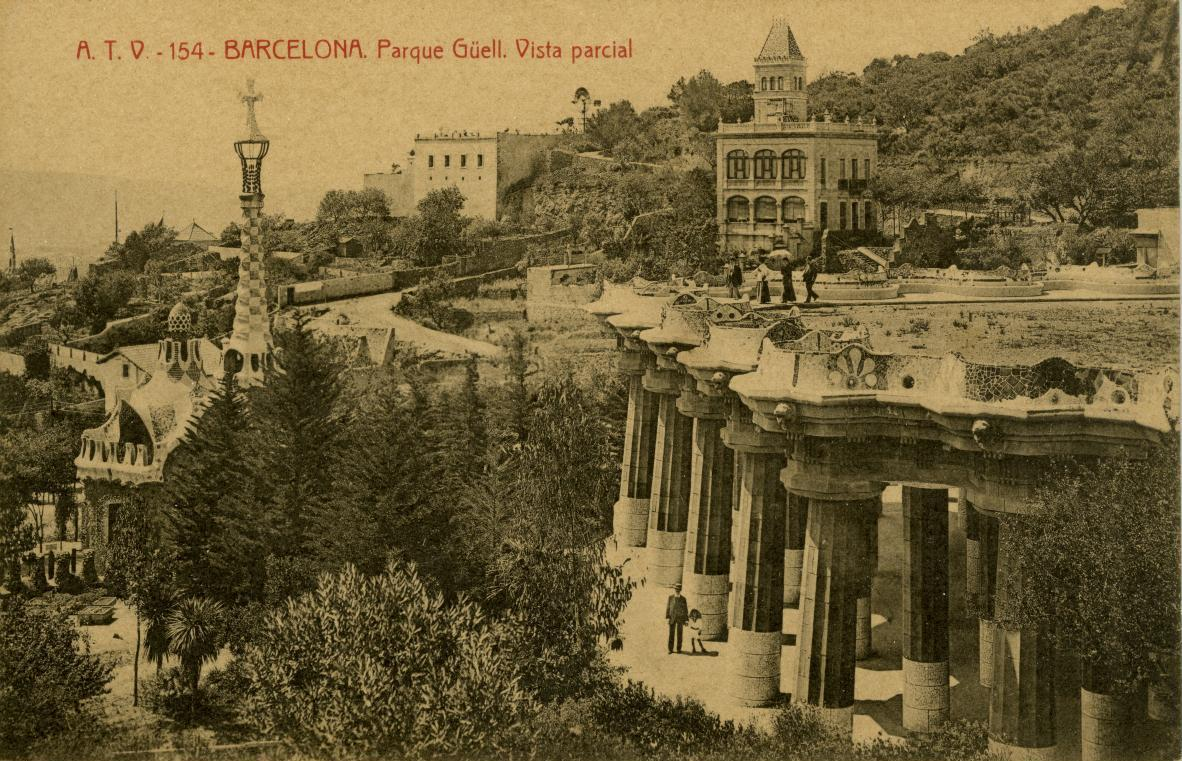
Vista parcial, foto de la época

Sin embargo, pese al empeño puesto por ambos, el proyecto fue un fracaso comercial: estaba previsto construir una urbanización de gran categoría, con aproximadamente 60 viviendas diseminadas en un inmenso jardín, en las inmediaciones de la ciudad y con una vista panorámica sobre toda Barcelona. Cada parcela, de forma triangular, tenía de 1200 a 1400 m², de los que solo serían edificables de 200 a 240 m², una sexta parte de la parcela, mientras que el resto se dedicaba a jardines. El precio de venta estaba entre 0,75 y 1 peseta el palmo cuadrado, por lo que una parcela podía valer de 23 000 a 37 000 pesetas, un precio un poco caro para la época. Pero el proyecto resultó poco atractivo para los barceloneses, que encontraron que la zona, entonces poco urbanizada, quedaba lejos del centro de Barcelona, en una época además en que lo que estaba de moda eran los grandes edificios del Ensanche, especialmente el paseo de Gracia. Así, solo se vendieron dos parcelas: una de ellas es la actual Casa-Museo Gaudí, donde vivió el arquitecto entre 1906 y 1925, obra de su colaborador Francesc Berenguer; y la otra la casa Trias, propiedad del abogado Martí Trias i Domènech, amigo de Güell y Gaudí, que fue obra del arquitecto Juli Batllevell (1905).

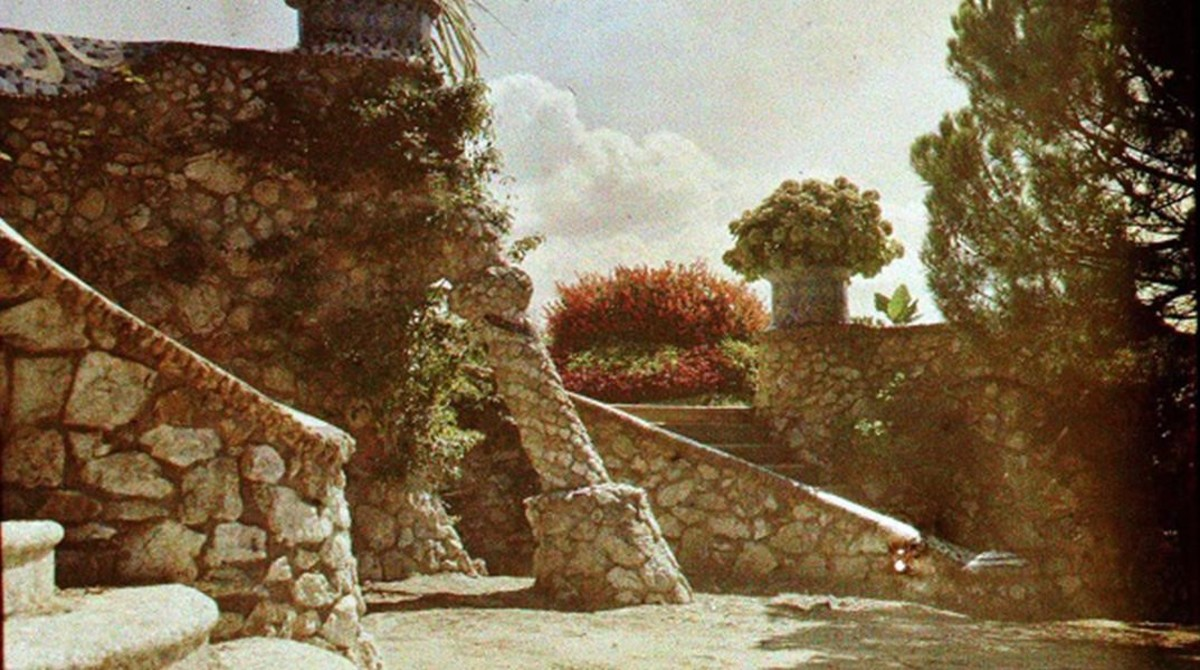
Fotografía de un jardín ya desaparecido del parque Güell, mostrada en el Segundo Congreso Mundial sobre Gaudí (2016)

Hacia 1906 ya se empezó a ver que el proyecto no daría el fruto esperado. Aun así, las obras siguieron en marcha para las zonas comunes de la urbanización hasta 1914, en que fueron paralizadas tras el inicio de la Primera Guerra Mundial. Quizá el motivo del fracaso del proyecto se pudo deber a la huelga general de 1902, que acentuó las distancias entre la burguesía y el proletariado, e inició un período de inestabilidad política que culminó en la Semana Trágica de 1909. Otro factor pudo ser la manifiesta catalanidad del parque, en un momento en que las clases dirigentes catalanas se acercaban al gobierno central para asegurarse la tutela del ejército frente a la insurgencia obrera. También se ha puesto el acento en la rigurosa normativa dictada por Güell en cuanto a la superficie constructiva y de gestión de la urbanización.

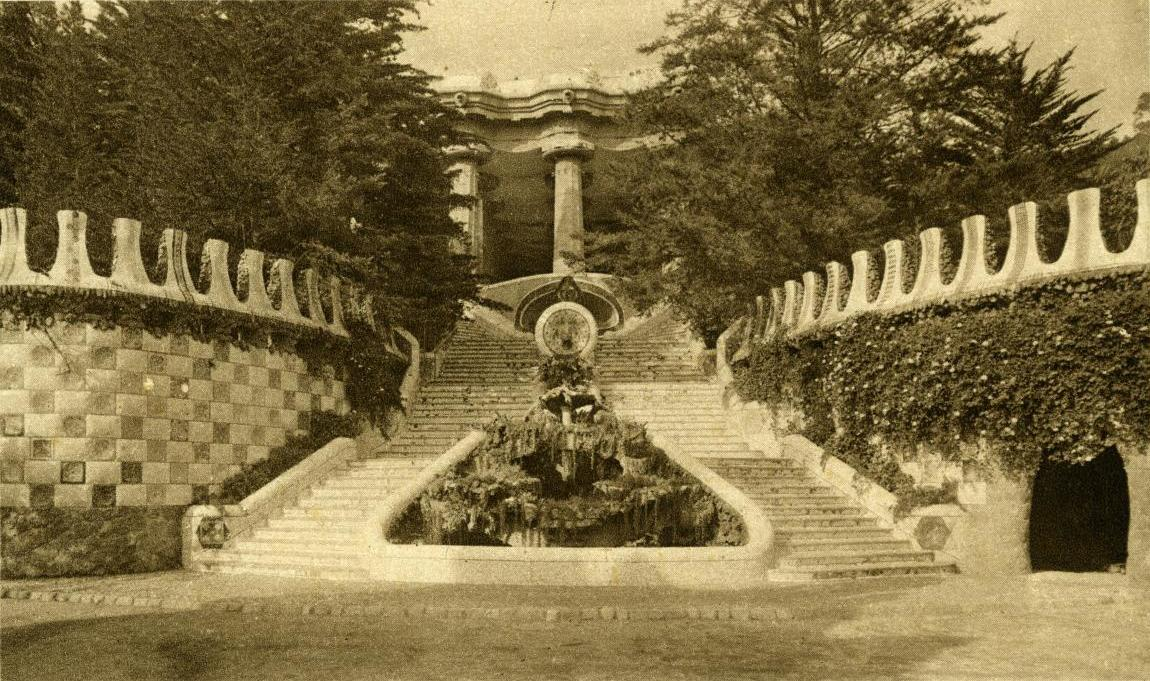
Escalinata, foto de la época

Pese al fracaso comercial el parque fue enseguida foco de atracción de turistas y visitantes, así como lugar de reunión de asociaciones y centro de diversos eventos y celebraciones. Se podía acceder con una entrada que costaba 50 céntimos y se vendía en la portería, aunque con permiso previo del conde Güell se podía acceder gratuitamente. En 1902 hubo ya una visita de miembros del Centro Excursionista de Cataluña y, en 1903, de la Asociación de Arquitectos. En 1906 se celebró el Garden Party del I Congreso de la Lengua Catalana. En 1907 se produjo la Fiesta de las Asociaciones para recaudar fondos para las víctimas de las inundaciones de ese año. En 1908 tuvo lugar un Congreso de Pirineístas, una fiesta en honor de las Escuelas Catalanas y una fiesta escolar en ocasión del 50 aniversario de los Juegos Florales. En 1909 hubo un concurso de gimnasia y en 1910 una revista de voluntarios de la Cruz Roja. En 1911 un festival de la Federación Femenina contra la Tuberculosis. Ese año visitaron el parque la infanta Paz de Borbón y su hija Pilar. En 1913 hubo una reunión del Centro Regionalista Valenciano. Desde entonces fue lugar habitual de bailes —especialmente sardanas—, fiestas, eventos deportivos, etc.
Después de la muerte del conde Güell en 1918 sus herederos decidieron vender al Ayuntamiento de Barcelona el parque para convertirlo en público. La primera cuota de 500 000 pesetas la pagó el ayuntamiento a la sociedad anónima creada por los herederos de Güell después del fallecimiento de Gaudí (1926), y ese mismo año se abrió el parque, que desde entonces es uno de los puntos neurálgicos de la ciudad de Barcelona, lugar de celebración de numerosos espectáculos y actos públicos y centro de gran interés turístico. El nuevo parque público fue inaugurado el 26 de abril de 1926.
En 1969 el parque Güell fue nombrado Monumento Histórico-Artístico de Carácter Nacional y, en 1984, la UNESCO lo incluyó dentro del Lugar Patrimonio de la Humanidad Obras de Antoni Gaudí. Entre 1987 y 1994 se hizo una restauración del parque, a cargo de Elías Torres y José Antonio Martínez Lapeña, con la colaboración de Joan Bassegoda. Queda pendiente un proyecto de adecuación de la cara norte de la montaña —que no entró en el proyecto de Gaudí—, especialmente la zona forestal, donde se halla la fuente de San Salvador de Horta.
Un proyecto paralelo al del parque Güell y excelente muestra de jardín diseñado por Gaudí son los jardines de Can Artigas, en La Pobla de Lillet (1905-1907), un encargo del industrial textil Joan Artigas i Alart. Intervinieron en esta obra operarios que habían trabajado en el parque Güell, que realizaron un proyecto parecido al del famoso parque barcelonés, por lo que las similitudes estilísticas y estructurales son evidentes entre ambas obras. Como en el parque Güell, Gaudí diseñó unos jardines plenamente integrados en la naturaleza, con un conjunto de construcciones de líneas orgánicas que se integran perfectamente con el entorno natural.

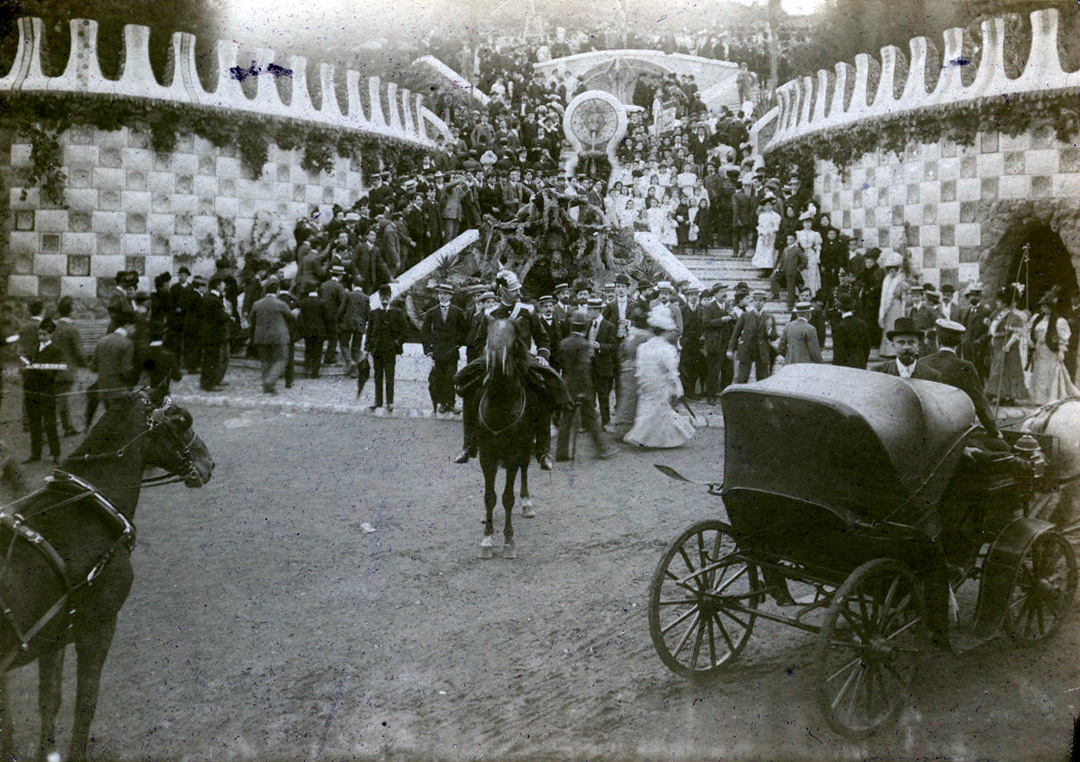
Primer Congreso Internacional de la Lengua Catalana (1906)
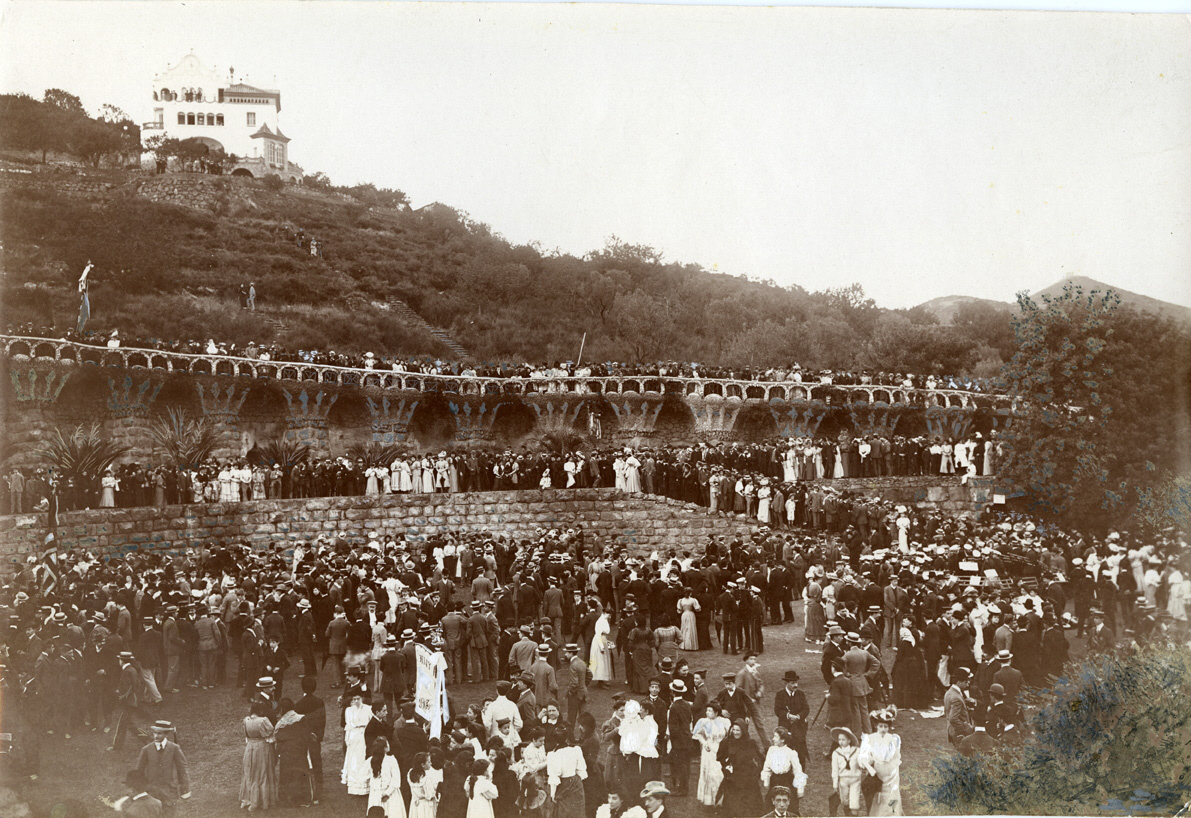
Garden-party del Primer Congreso Internacional de la Lengua Catalana (1906)
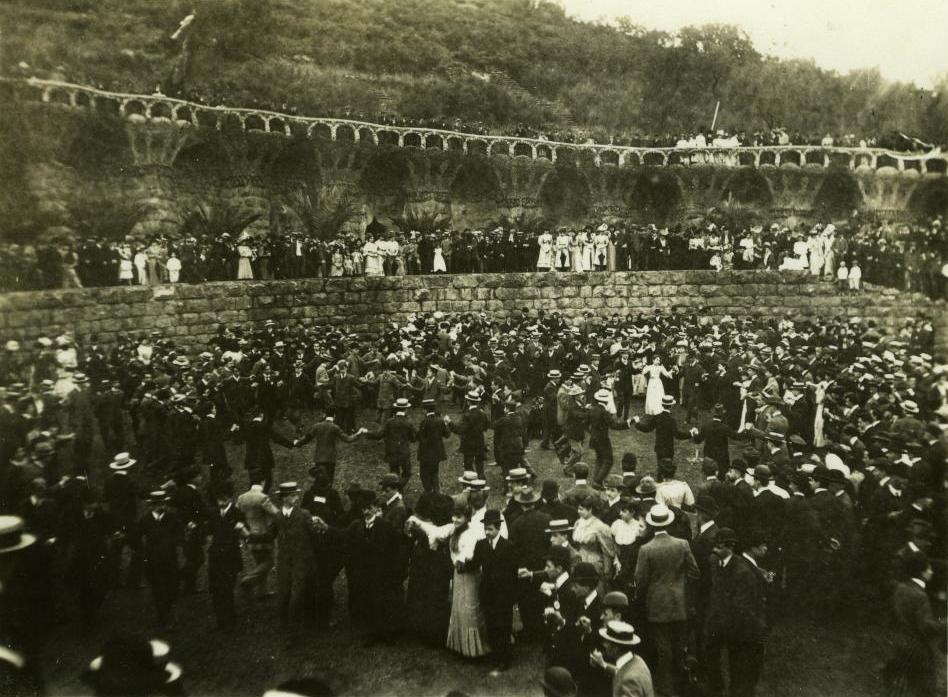
Baile de sardanas en el parque Güell (1906)
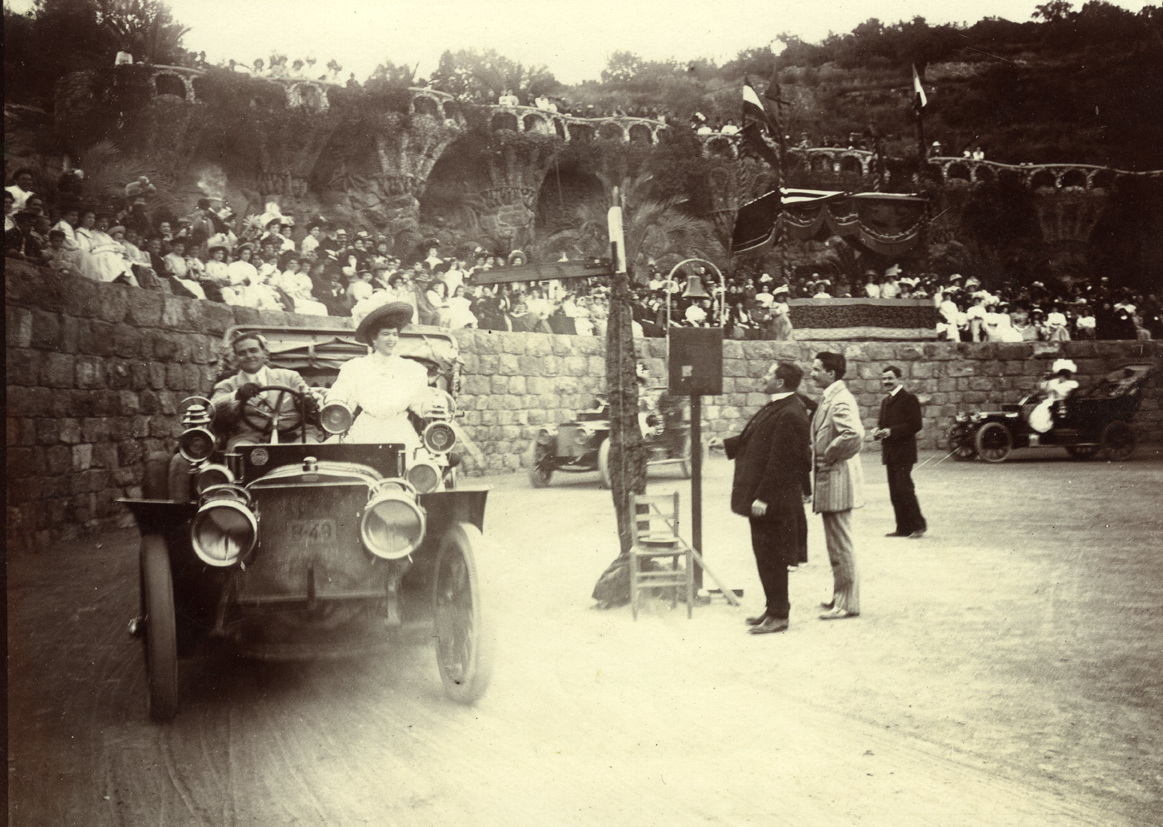
Fiesta en beneficio del Asilo de Santa Lucía (1908)

## Descripción

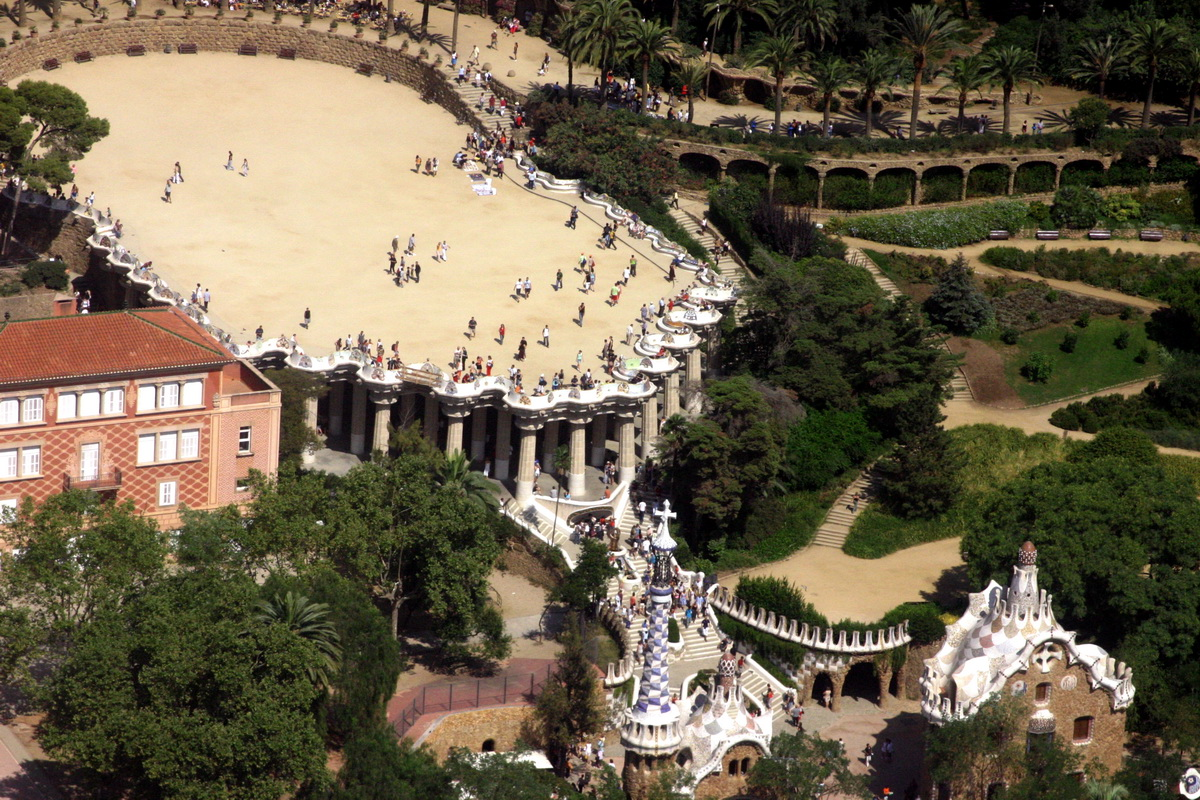
Vista aérea

El parque tiene una extensión de 17,18 hectáreas. Se trata de un terreno devónico, formado por estratos de pizarra y caliza. Gaudí siempre procuraba lograr una perfecta integración de sus obras en la naturaleza y este parque es un perfecto exponente de ello. En su diseño se aglutinan de forma óptima los elementos naturales y arquitectónicos, sin ángulos rectos, todo está resuelto con formas onduladas.
Cuando Gaudí se hizo cargo del proyecto la zona estaba deforestada —como indicaba su nombre de «montaña Pelada»—, por lo que mandó plantar nueva vegetación, para lo que escogió especies mediterráneas autóctonas, las que mejor se adaptaban al terreno: pino, algarrobo, encina, roble, alcornoque, eucalipto, palmera, ciprés, olivo, higuera, almendro, ciruelo, mimosa, lentisco, hiedra, maquia, coscoja, retama, jara, romero, tomillo, lavanda, salvia, laurel, etc.
Gaudí concibió el parque con un sentido religioso a la vez que orgánico y urbanístico, ya que aprovechó el desnivel de 60 metros que tiene la montaña —cuya altura oscila de 150 a 210 m— para proyectar un camino de elevación espiritual, que conduciría a una capilla en su cima —que finalmente no se construyó—, en el lugar que actualmente ocupa el monumento al Calvario (o colina de las Tres Cruces).

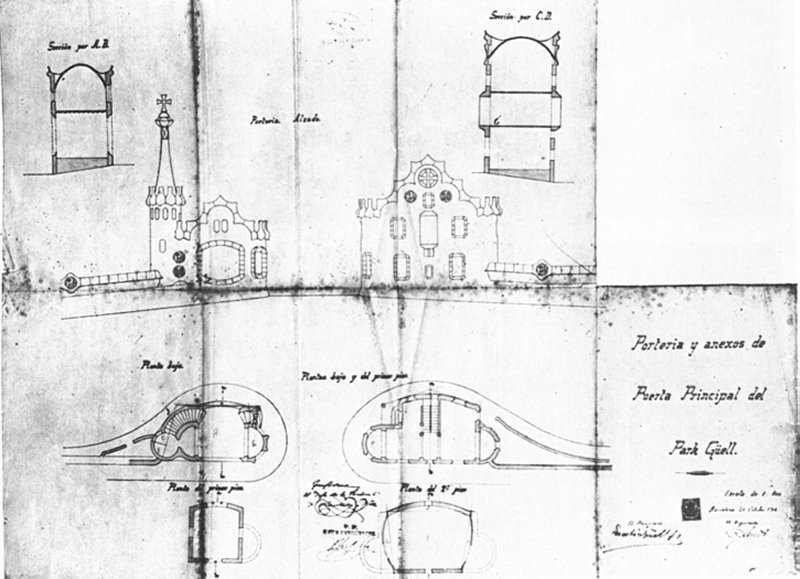
Planta y alzado de los pabellones de entrada, firmados por Gaudí (1904)

El parque se divide entre la zona monumental —la proyectada por Gaudí— y una zona forestal en la vertiente norte del monte Carmelo, que cuenta como elemento más destacado con la fuente de San Salvador de Horta: de origen remoto, es una mina natural de agua, situada en un paraje de plátanos, robles, fresnos y madroños. En la pared del surtidor destaca un plafón de cerámica con la imagen de san Salvador de Horta arrodillado frente a la Virgen con el Niño. El entorno fue remodelado en 1984 por Joaquim Casamor.

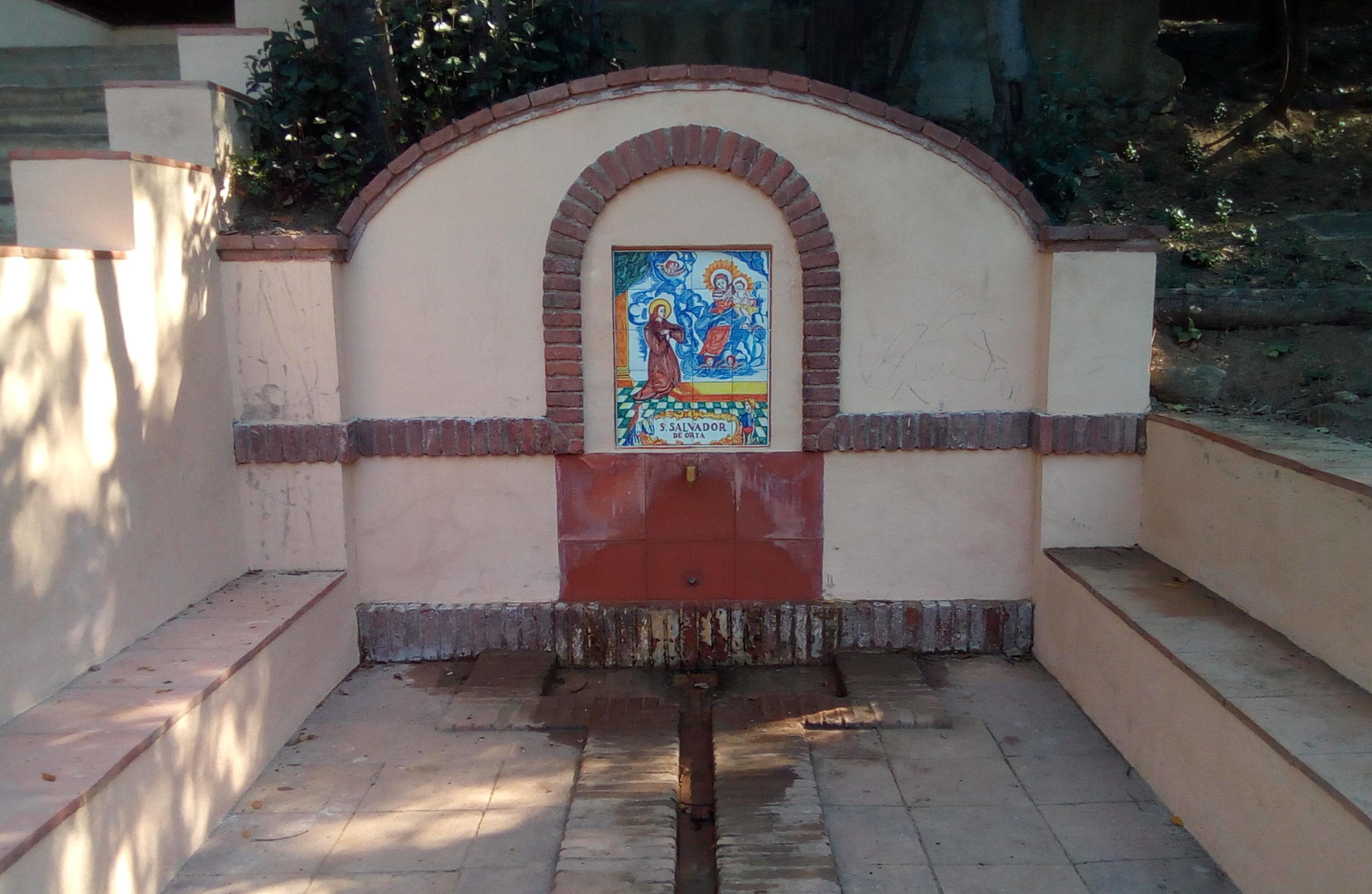
Fuente de San Salvador de Horta

Otros rincones del parque son el mirador de Joan Sales —dedicado a este escritor—, desde donde hay una excelente perspectiva de Barcelona, y la plaza de Moragas, donde hay un área infantil y de pícnic y una estela dedicada al pedagogo Jeroni de Moragas, obra de Rafael Solanic de 1969. Cerca de esta plaza, junto a la entrada de la avenida del Coll del Portell, se hallan los restos del castillo d'en Frey, una mansión señorial construida en 1928 por el arquitecto Xavier Turull y derruida en 1963, de la que solo queda el muro, una puerta y un capitel.
Entre las especies vegetales, con posterioridad a la intervención de Gaudí las más plantadas han sido pitósporos y magnolios. Otras especies presentes en el parque son: acanto, adelfa, adelfilla, albahaca, alfalfa arbórea, aligustre, almez, aloe, arauja, árbol del amor, arrancamoños, bledo rastrero, brasera, campanita, castañuela, cebada, centranto, cerraja, cerrillo, chumbera, dondiego de noche, durillo, espárrago triguero, espino blanco, espino de fuego, euforbia, heliotropo, hiedra del cabo, hinojo, jazminorro, magarza, malva, mastuerzo marítimo, mijo negrillo, palmito, panizo velloso, pino carrasco, plumbago, pita, tipuana, tomatillo del diablo, trébol hediondo, tuya, viborera y zarzaparrilla.
De la fauna del parque destacan especialmente las aves, de las que hay censadas unas sesenta especies. Algunas de ellas habitan allí todo el año (paloma, mirlo, gorrión, jilguero, garza, petirrojo, pinzón, estornino, carbonero, vencejo, verdecillo), mientras que otras se establecen temporalmente, sobre todo en épocas cálidas (golondrina, abubilla). El departamento de Parques y jardines de Barcelona fomenta la presencia de aves con la colocación de cajas-nido, comedores y abrevaderos. Además de las aves, se encuentran reptiles como la lagartija ibérica, la salamanquesa común y la rosada; mamíferos como la rata y el ratón o diversas especies de murciélagos; e insectos como abejas, avispas y mariposas.
El parque cuenta con tiendas, bares y servicios, además de áreas infantiles, zona para perros, pistas de petanca y patinaje y áreas de pícnic.

### La entrada

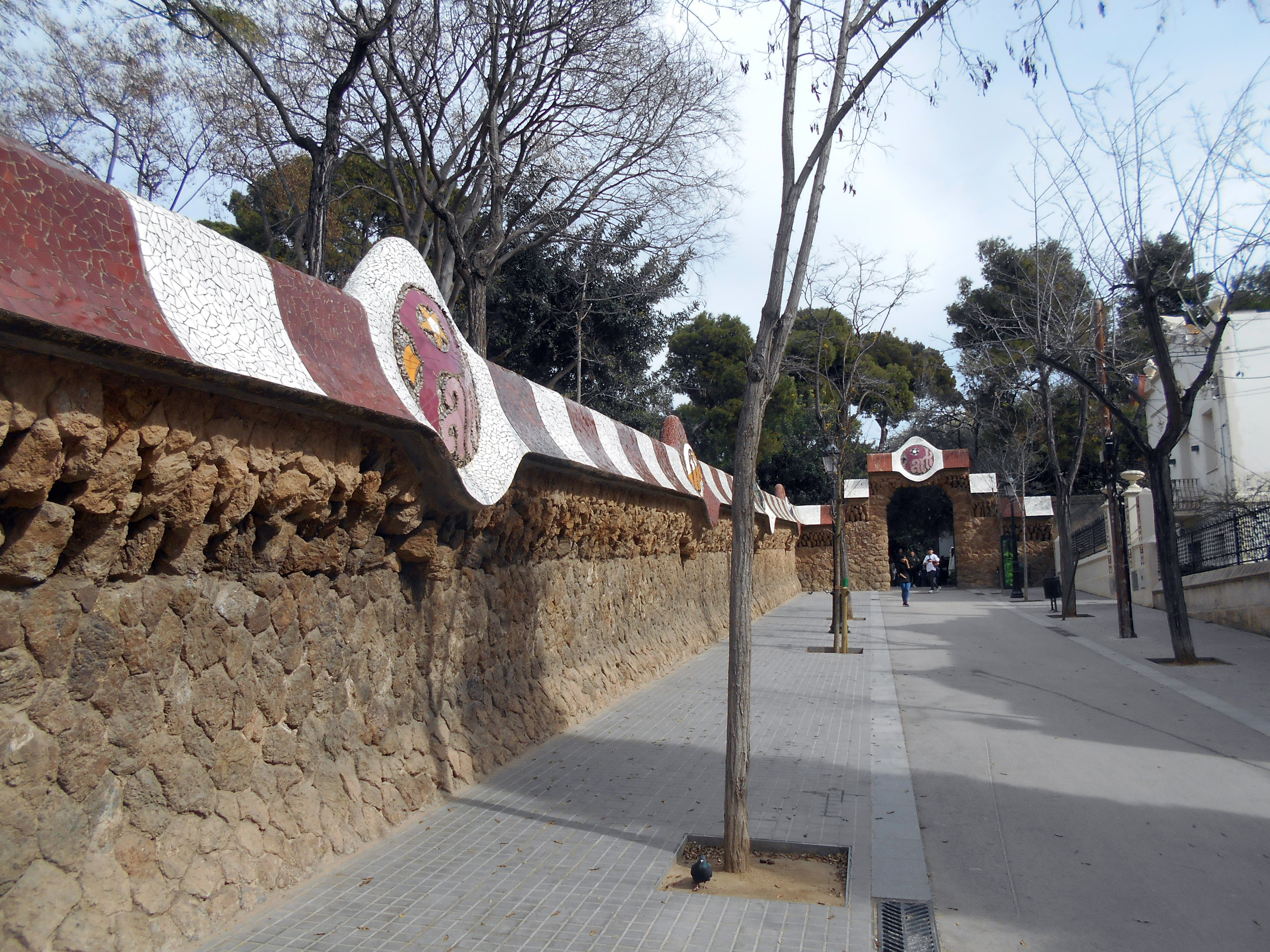
Muro de cerca del parque y entrada lateral por la calle de Olot

El acceso al parque presenta una estructura alegórica de gran simbolismo donde, dentro de los parámetros conceptuales que compartían Gaudí y el conde Güell, centrados en el catalanismo político y en la religión católica, se presenta la urbanización como una alegoría que representa lo más elevado del mundo terrenal y espiritual, con referencias tanto al avance de la industria y el desarrollo de la burguesía como a la cultura de tradición clásica grecorromana y, especialmente y por encima de todo, la presencia de la religión: el acceso al parque representa la entrada al Paraíso, al lugar utópico donde reina la calma y el bienestar.
Gaudí situó la entrada en la parte más baja de la montaña (calle de Olot), la más cercana al núcleo urbano. Como acceso ideó una entrada monumental con un par de gacelas mecánicas que se abrirían con las dos puertas, pero que no llegó a construirse. En su lugar se instaló una puerta de madera hasta que, en 1965, se colocó una puerta de hierro forjado —con un modelado inspirado en las hojas de palmito— que fue trasladada al parque procedente de la casa Vicens, una de las primeras obras de Gaudí (1883-1888). El parque cuenta con otros ocho accesos: dos laterales en cada extremo de la calle de Olot, uno en la avenida del Santuario de San José de la Montaña, en la bajada de la Gloria, en la avenida del Coll del Portell, en la carretera del Carmelo, en el camino de Can Móra y en la calle del Torrent del Remei.

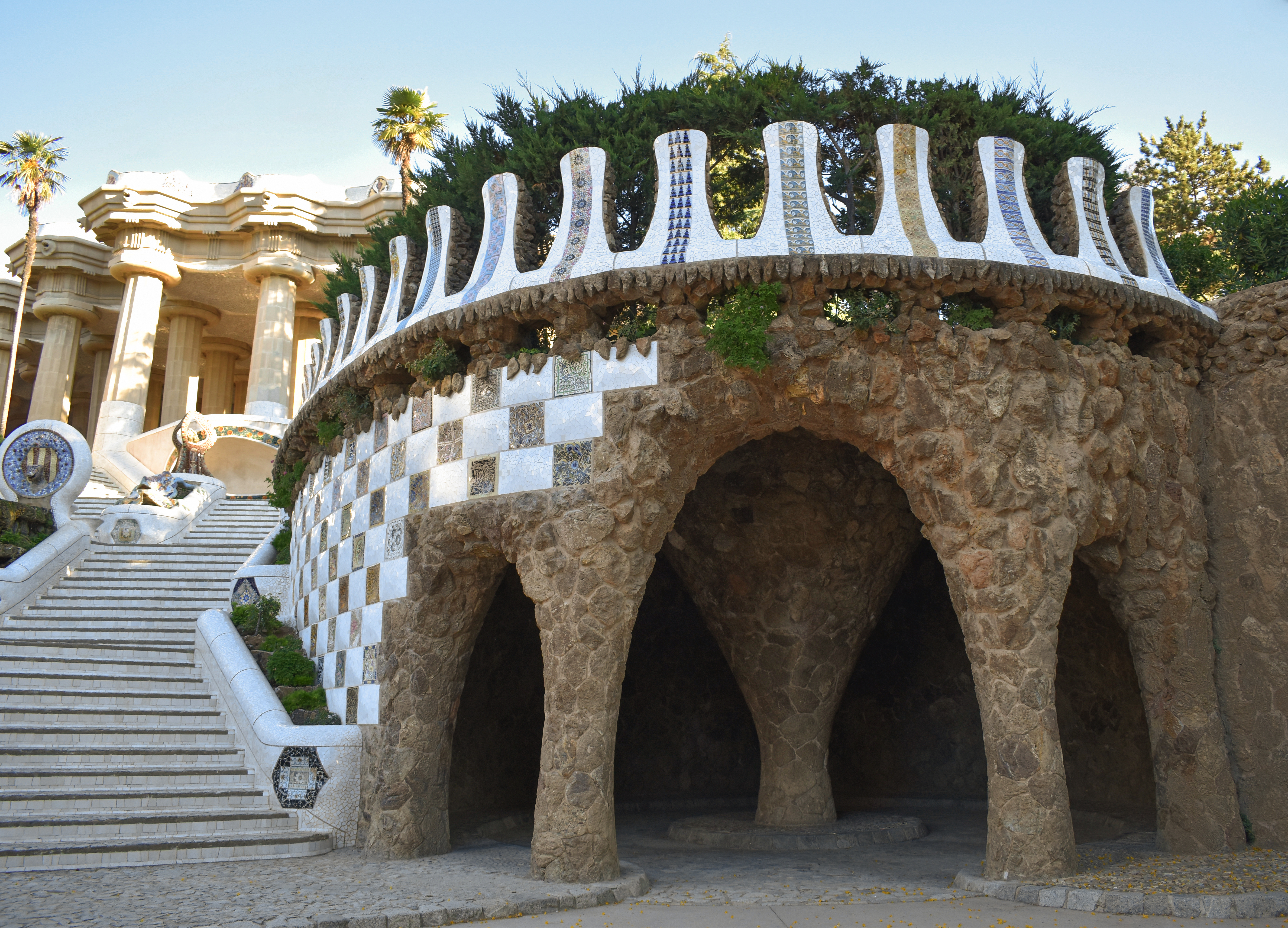
Gruta de la «pata de elefante»

En los dos lados de la reja de entrada se sitúan dos pabellones, que estaban destinados uno a portería y otro a administración y mantenimiento de la urbanización, así como a la recepción de visitas. Junto a los pabellones nace un muro que tenía que envolver el recinto, aunque solo se construyó parcialmente. Tiene una longitud de 210 m y una altura variable de entre 2 y 4 m. Está construido con piedra rústica del lugar y rematado con cerámica, en alternancia de franjas blancas y rojas, y cuenta con unos medallones con las inscripciones «Park» y «Güell». Hay un total de 15 medallones de diferentes colores, de forma circular y 1,4 m de diámetro. Tanto el muro como los pabellones se construyeron entre 1900 y 1903.
En la entrada se sitúa un vestíbulo de 400 m² para organizar los accesos al parque, a cuyos lados se sitúan dos áreas de servicio a modo de grutas: la de la izquierda estaba pensada para garaje y almacén, aunque actualmente alberga un bar y unos aseos; la de la derecha estaba destinada a refugio de carruajes. Esta última tiene una sala circular de bóveda tórica sostenida por una columna central de forma cónica, con una estructura que recuerda las patas de un elefante; dicha columna es semejante a la de la cripta del monasterio de Sant Pere de Rodes, posible lugar de inspiración del arquitecto. Ambas áreas de servicios tienen unos muros revestidos de cerámica de trencadís de diversos colores, rematados por almenas.

### Los pabellones

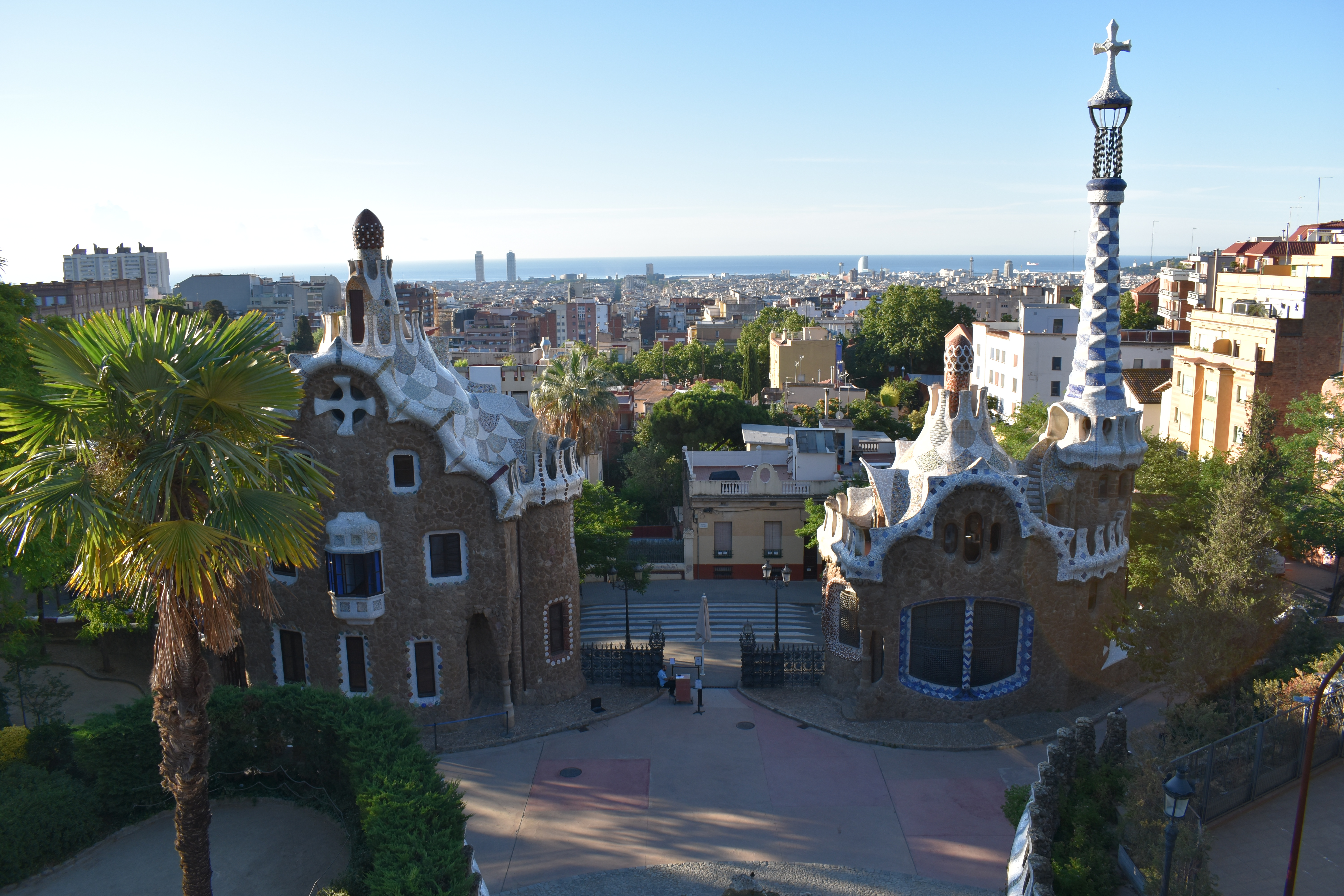
Pabellones de entrada

Los pabellones de entrada son del más puro estilo gaudiniano, con una estructura orgánica reflejo del profundo estudio que Gaudí hacía de la naturaleza. Realizados con mampostería de piedra del lugar, destacan por sus bóvedas en forma de paraboloide hiperbólico, cubiertas con cerámica de vivos colores. Gaudí utilizó la técnica de la bóveda catalana o «bóveda tabicada», que consistía en la superposición de varias capas de ladrillos con argamasa. Algunas de las estructuras eran prefabricadas y luego instaladas en sus lugares correspondientes, con lo que Gaudí se adelantó de nuevo a las técnicas de construcción actuales.
El pabellón de portería mide en planta 14,80 × 7,66 m y tiene una altura de 21 m. Está realizado en mampostería, con recubrimiento de trencadís en las ventanas, las cornisas y las almenas. El edificio está formado por dos cuerpos, uno de forma alargada que da a la calle y otro posterior, que cuenta con un porche de entrada con una columna de piedra. Tiene tres plantas: la baja está formada por tres crujías con columnas ochavadas que sostienen arcos parabólicos y cuenta con cuatro habitaciones (vestíbulo, comedor, cocina y sala de estar); en una entreplanta están los aseos; en el segundo piso se hallaban los dormitorios, en un total de cuatro; y en el tercer piso se halla el desván, cubierto con bóvedas hiperboloidales y con dos terrazas con almenas. En las ventanas del desván hay unas cruces de trencadís de formas alabeadas. Corona el edificio una torre con mirador, con una cúpula en forma de sombrerete acampanado que semeja un hongo —probablemente una amanita muscaria—. En la fachada que da a la calle hay unos plafones con la inscripción Park Güell, como en el muro de entrada. Por la parte posterior y en un ángulo del edificio Gaudí instaló un urinario exterior rematado por un cono de trencadís. En la actualidad en este edificio se halla el Centro de Interpretación del Park Güell, dependiente del Museo de Historia de Barcelona.
El pabellón de administración tiene una altura de 29 m y planta de 12,60 × 6,60 m. Tiene dos plantas: en la inferior había una gran sala cuadrada que ahora está dividida en dos habitaciones, más otras dos estancias de forma absidal; de aquí parte una escalera curvilínea en cuyo tramo medio se encuentran los aseos en entreplanta; en el segundo piso hay una sala equivalente a la inferior, flanqueada de dos terrazas almenadas, con un remate de cúpula en forma de hongo, como el edificio anterior. Destaca en este edificio la torre situada en un lateral, de forma hiperboloidal y revestida de trencadís en ajedrezado blanco y azul. Está coronada por la típica cruz gaudiniana de cuatro brazos, que señala los cuatro puntos cardinales. De 3,8 m de altura, esta cruz fue destruida en 1936 y reconstruida con posterioridad a la Guerra Civil. En 1952 fue restaurada a causa de unas grietas, a cargo del arquitecto Adolfo Florensa. Este edificio tiene también unos medallones con las palabras Park Güell. En la actualidad se dedica a librería y tienda de suvenires.
Los pabellones combinan la piedra rústica con la cerámica en trencadís, así como piezas de desecho: en la cúpula del pabellón de portería las vetas de la seta están formadas por tazas de café puestas boca abajo. También es de destacar su forma completamente orgánica y basada en superficies alabeadas, sin ningún ángulo recto. Por su fantasía formal y cromática se ha sugerido que los pabellones evocan el cuento de Hänsel y Gretel, cuya versión operística, a cargo de Engelbert Humperdinck, se representaba en el teatro del Liceo en 1901 —año de construcción de los pabellones—, con traducción de Joan Maragall, amigo de Güell y Gaudí.

### Escalinata

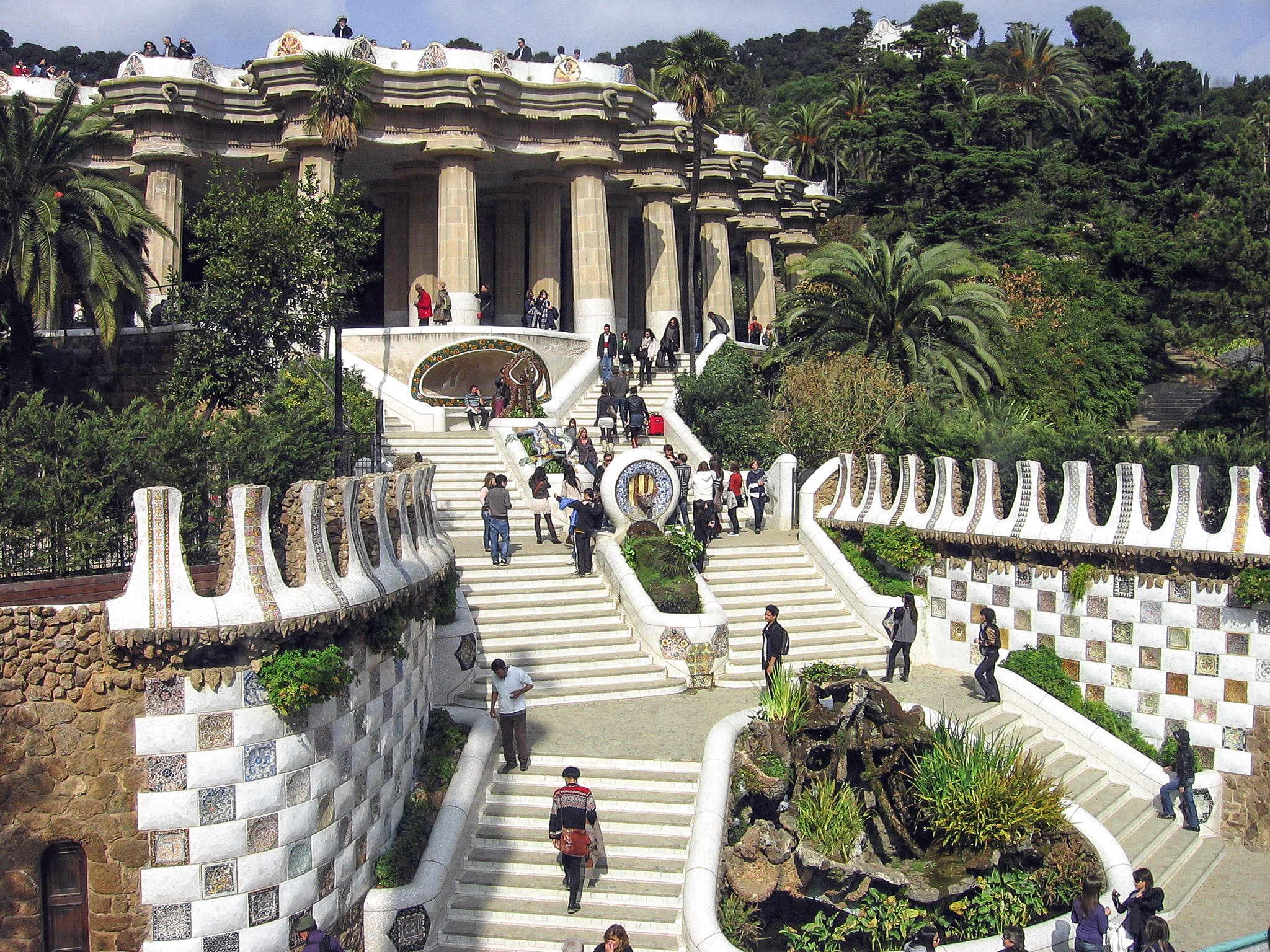
Escalinata

Del vestíbulo de entrada parte una escalinata que conduce a la sala Hipóstila —pensada como mercado de la urbanización—, construida entre 1900 y 1903. Dividida en dos ramales, tiene 45 escalones, en tres tramos de once escalones y uno de doce, con una longitud total de 20 m y una anchura de 8,1 m. Los muros que circundan la escalinata son de forma elíptica, con una altura máxima de 5,8 m. Son de cerámica, en alternancia de placas convexas blancas y otras cóncavas de colores variados, con una superficie de forma alabeada; estos muros están rematados por almenas, sobre una cornisa de piedra rústica que contiene jardineras de plantas colgantes. Muchas de estas piezas cerámicas fueron diseñadas por Pau Pujol, de la fábrica Pujol i Bausis. En su zona central alberga tres fuentes con conjuntos escultóricos, que representan los Países catalanes: Cataluña norte (francesa) y Cataluña sur (española).
La primera fuente tiene forma trapezoidal, con una composición naturalista de falsos troncos, estalactitas y vegetación por donde cae el agua a una pequeña alberca. Su forma parece evocar un lugar llamado L'Argenteria, en el desfiladero de Collegats en el curso del río Noguera Pallaresa. En esta fuente Gaudí situó un círculo como símbolo del mundo y un compás como símbolo del arquitecto.
La segunda fuente tiene forma de medallón de marco tórico y contiene el escudo de Cataluña y una serpiente, como alusión a la medicina —o bien en representación de la serpiente Nejustán que llevaba Moisés en su cayado—, rodeados de frutos de eucalipto. En su parte posterior tiene un banco de obra recubierto de trencadís blanco, de forma semicircular.

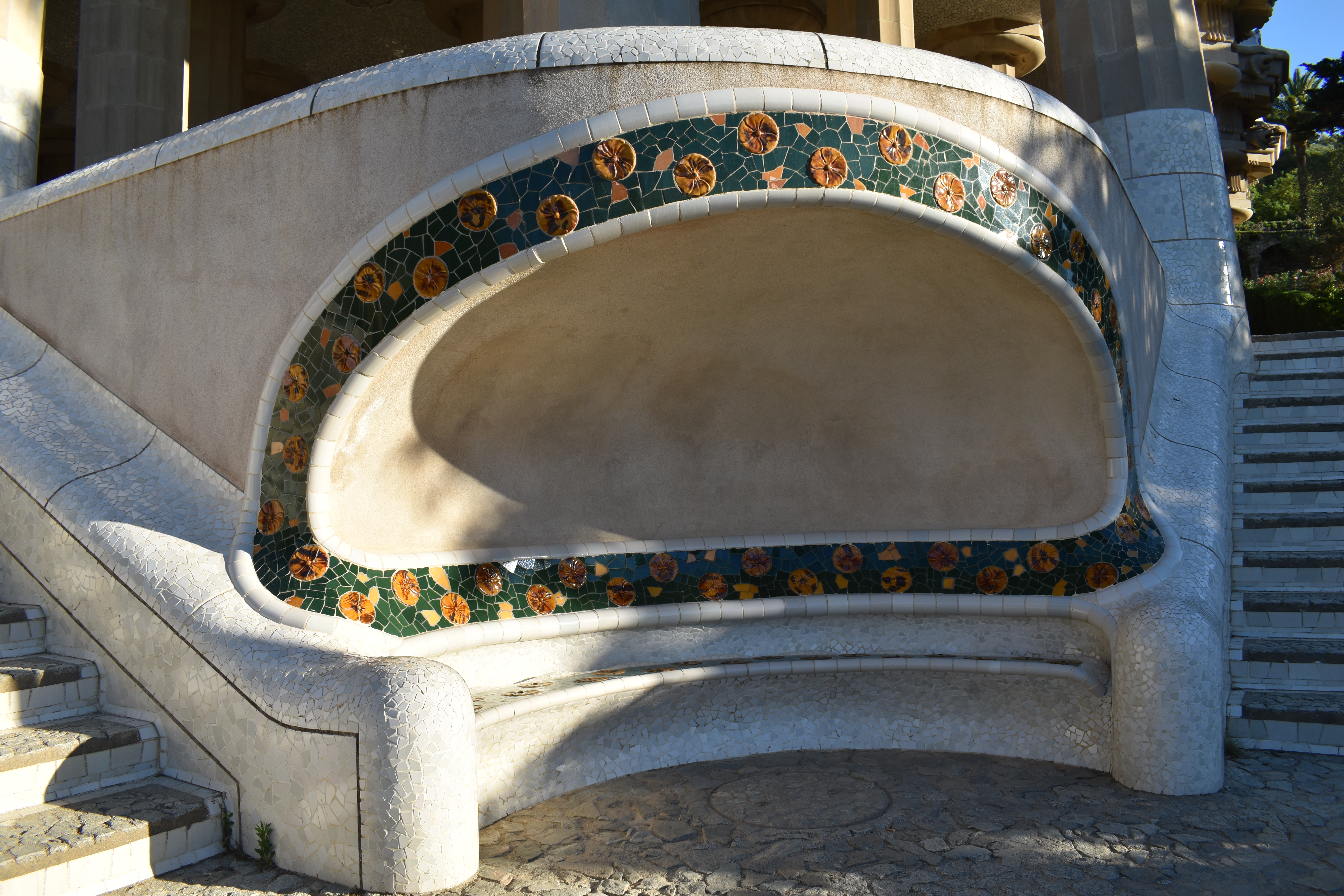
Banco en forma de odeón

En la tercera fuente se halla un dragón o salamandra hecho de ladrillo rasilla revestido de trencadís de colores, de 2,4 m de longitud. Existen diferentes versiones sobre su significado: puede representar la salamandra alquímica, que simboliza el elemento fuego; el mitológico Pitón del templo de Delfos; o bien el cocodrilo que aparece en el escudo de la ciudad de Nîmes, lugar donde se crio Güell. Esta figura se ha convertido en el emblema del jardín y uno de los de Barcelona. Una réplica de esta figura se encuentra en el Museo de Arte Contemporáneo de Madrid desde 1969. Sobre esta figura hay una pequeña construcción en forma de trípode, en alusión al utilizado por la pitonisa de Delfos. En el centro de este trípode hay una piedra que podría representar el onphalos, el «ombligo del mundo» del oráculo de Delfos.
En el último tramo de la escalinata se sitúa un banco en forma de odeón, situado de forma que le da el sol durante el invierno y la sombra durante el verano.
A uno de los lados de la escalinata se sitúa el colegio CEIP Baldiri Reixac (antigua casa del conde Güell), mientras que al otro se encuentra el jardín de Austria, proyectado en los años 1960 por Lluís Riudor i Carol. Su nombre proviene de una donación de árboles efectuada por las autoridades de ese país con motivo de la exposición Viena en Barcelona, celebrada en 1977. En 1981 se plantó aquí un cedro conmemorativo llamado Raíces de hermandad (Wurzeln der Freundschaft), donado por el vicegobernador de la provincia de Estiria, Franz Wegart.

### Sala hipóstila

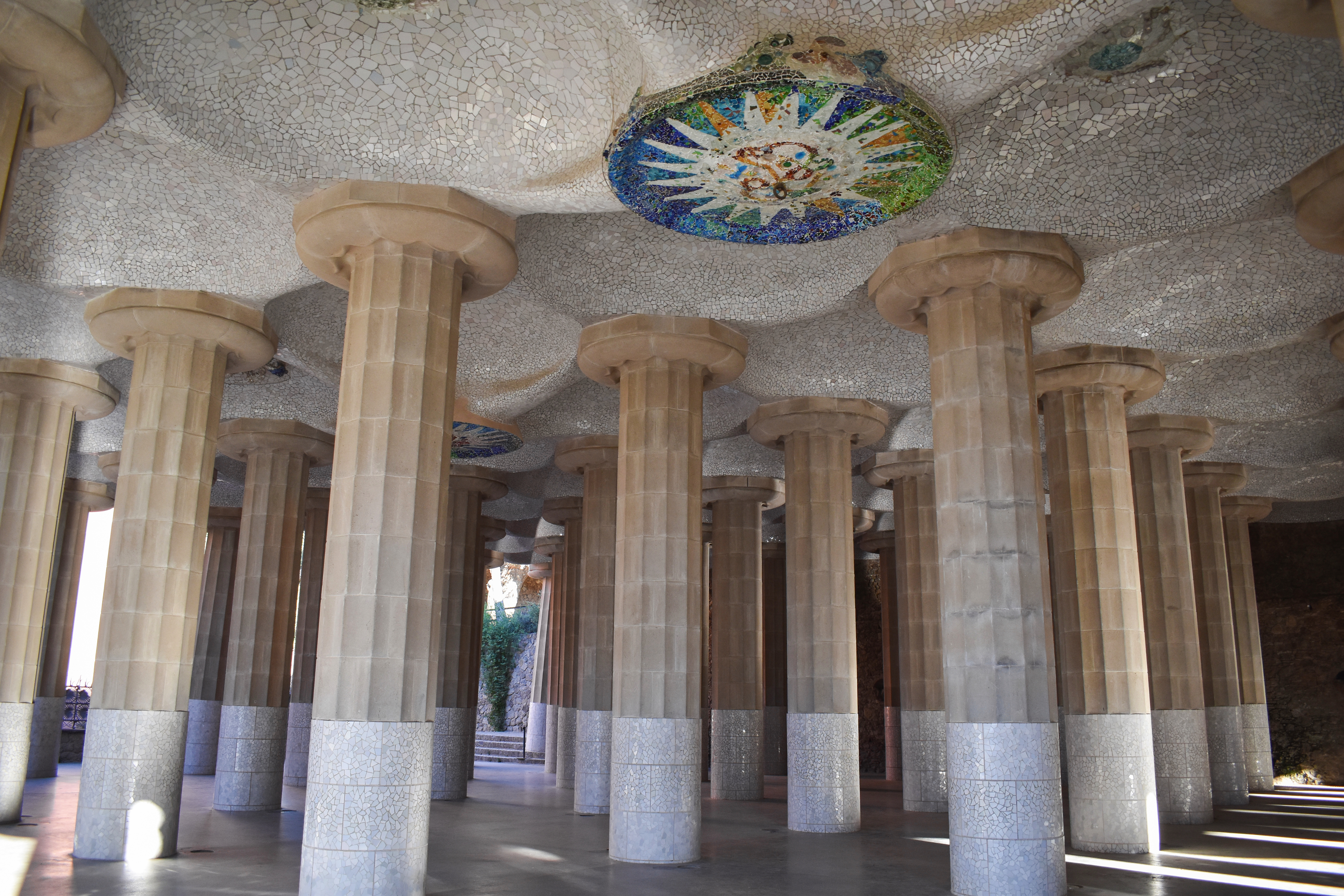
Sala hipóstila

Sobre la escalinata se sitúa la sala Hipóstila o Sala de las cien columnas —también llamada templo Dórico—, de 1500 m², que sirve de soporte a la plaza superior. Con 43 m de longitud, tiene planta cuadrada, excepto en el lado de la escalinata, donde está recortada en los laterales a modo de chaflanes. Construida entre 1908 y 1909, esta sala fue pensada para funcionar como mercado para el barrio residencial que Gaudí estaba creando, pero tal función quedó desestimada tras el fracaso del proyecto.
Está compuesta por 86 columnas estriadas, de 6,16 m de alto y 1,20 m de diámetro, confeccionadas de mortero y escombro simulando mármol, y tienen revestimiento de trencadís, hasta una altura de 1,80 m. Las columnas exteriores están ligeramente inclinadas para lograr un mejor equilibrio estructural. Son de orden dórico, aunque de ábaco octogonal en vez de cuadrado, y un equino circular pero aplastado. El techo está confeccionado con bóvedas semiesféricas convexas revestidas con trencadís blanco.
Originalmente esta sala debía albergar 90 columnas, pero Gaudí eliminó cuatro de ellas y, en el espacio libre dejado en el techo, situó cuatro grandes plafones circulares a modo de rosetas, de 3 m de diámetro, que representan las cuatro estaciones del año, con dibujos de soles de 20 puntas, de distintos colores. Estos se complementan con 14 plafones más pequeños en el centro de las bóvedas, de un metro de diámetro, que representan el ciclo lunar, con dibujos de remolinos, hélices y espirales. Los plafones fueron obra de Jujol, el colaborador de Gaudí con más fantasía creativa, realizados en trencadís de cerámica y materiales de desecho.

### La plaza

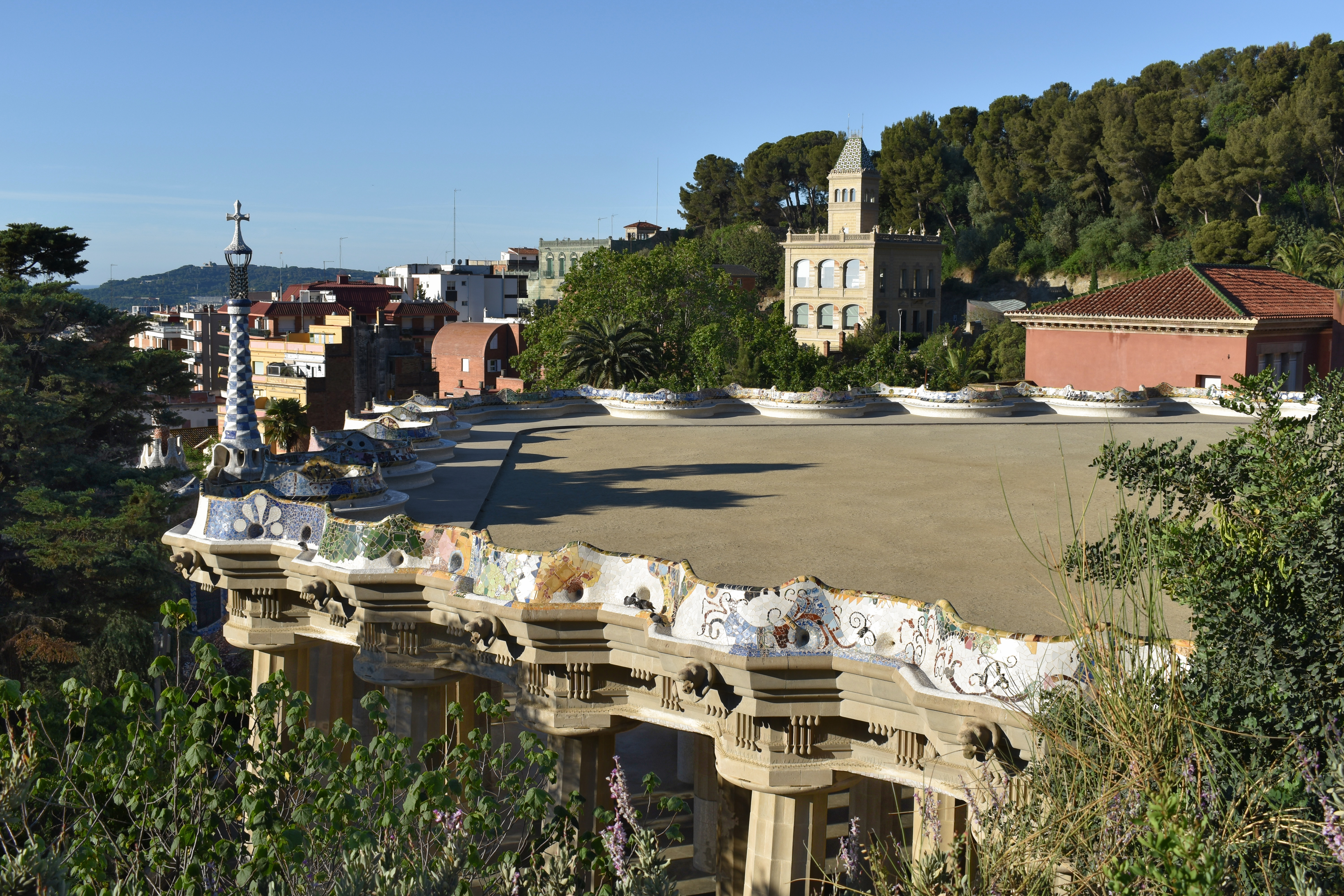
Plaza de la Naturaleza

El punto central del parque lo constituye una inmensa plaza —la plaza de la Naturaleza— de forma oval de 2694 m² (86 m de largo por 43 m de ancho), construida entre 1907 y 1913. Según el plano original, la plaza central debía ser un teatro griego, apto para las reuniones comunitarias y para la celebración de eventos culturales y religiosos. En su parte exterior contiene una cornisa cubierta de gárgolas con forma de cabeza de león para desaguar la lluvia, así como triglifos y pequeñas figuras en forma de gota de agua.

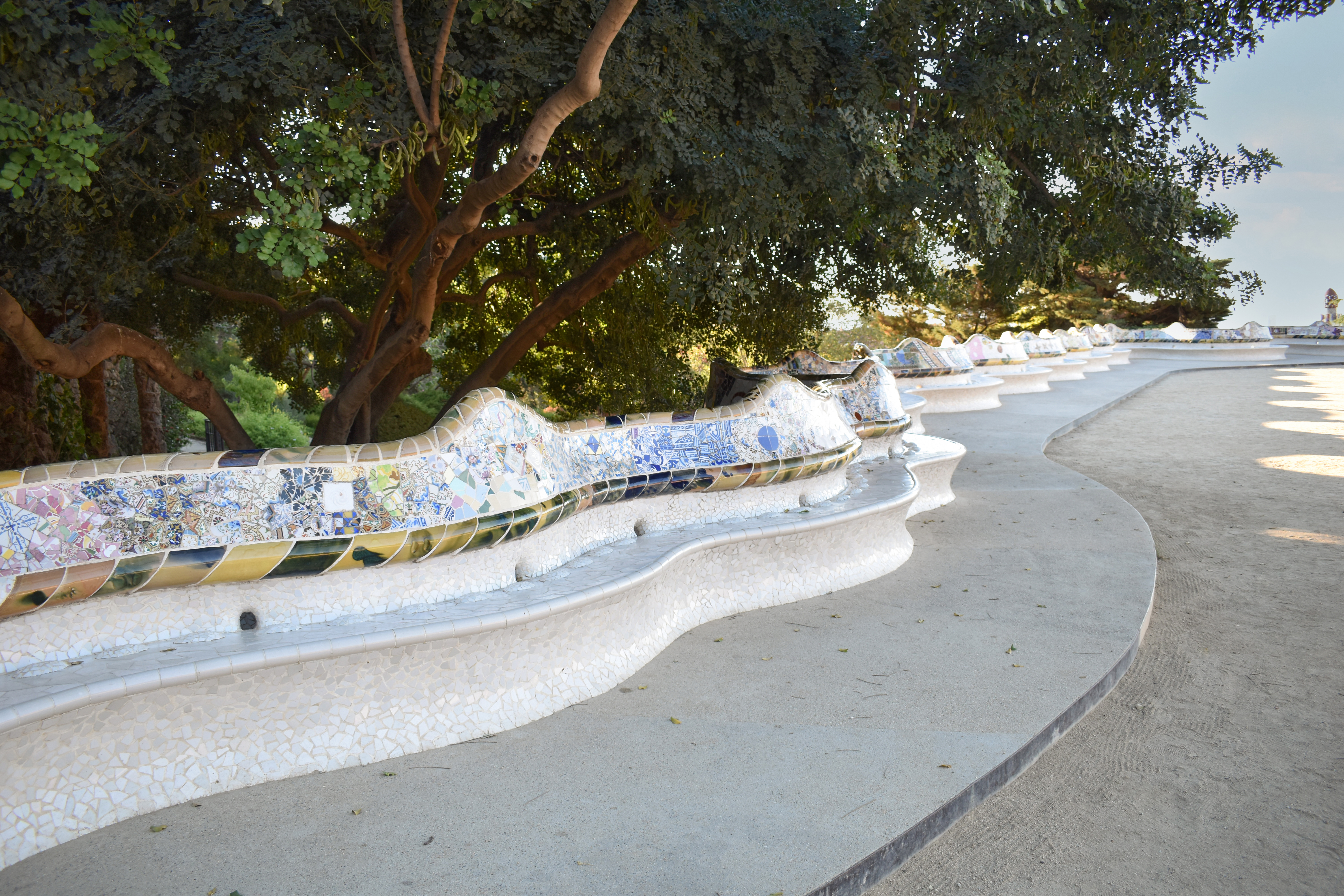
Banco ondulante

En el borde exterior, que sirve de balcón a la escalinata y la entrada del parque, se halla un banco de forma ondulada, de 110 m de longitud, recubierto de pequeñas piezas de cerámica y cristal obra de Josep Maria Jujol, con una de las técnicas preferidas del arquitecto, el trencadís. En el otro extremo la plaza termina en un muro excavado en la montaña, que hace el efecto de un anfiteatro, sobre el cual hay un paseo de palmeras cerrado en la vertiente montañosa por un muro de columnas con forma de palmera. En esta pared había unas cuevas naturales que hoy día se utilizan como servicios.
El banco ondulante está formado por una sucesión de módulos cóncavos y convexos de 1,5 m, con un diseño ergonómico adaptado al cuerpo humano. La base es de trencadís blanco y se corona con una decoración cerámica que recuerda los collages dadaístas o surrealistas, con motivos generalmente abstractos, pero también algún elemento figurativo, como los signos del zodíaco, estrellas, flores, peces o cangrejos. Jujol incluyó también rosas y frases alegóricas en homenaje a la Virgen María, en catalán y en latín, así como cruces y la letra J de Jujol. El trencadís se construyó con materiales de desecho, baldosas, botellas y trozos de vajilla. Predominan los colores azul, verde y amarillo, que para Gaudí simbolizaban la Fe, la Esperanza y la Caridad.
Esta plaza está sin pavimentar, debido a que el agua que recoge procedente de precipitaciones es drenada y canalizada por las columnas que la sostienen y es acumulada en un depósito subterráneo de 1200 m³, para posteriormente ser empleada para regar el parque. Si el depósito sobrepasa un límite determinado, el agua sobrante es expulsada por el dragón que da la bienvenida al parque. Había también un manantial, el cual, debido al fracaso de la urbanización, el conde Güell decidió en 1913 comercializar el agua bajo la marca SARVA (sar y va son dos letras en sánscrito, iniciales de Śiva y Viṣṇu, dioses hindúes que significan el Todo).

### Los caminos y viaductos

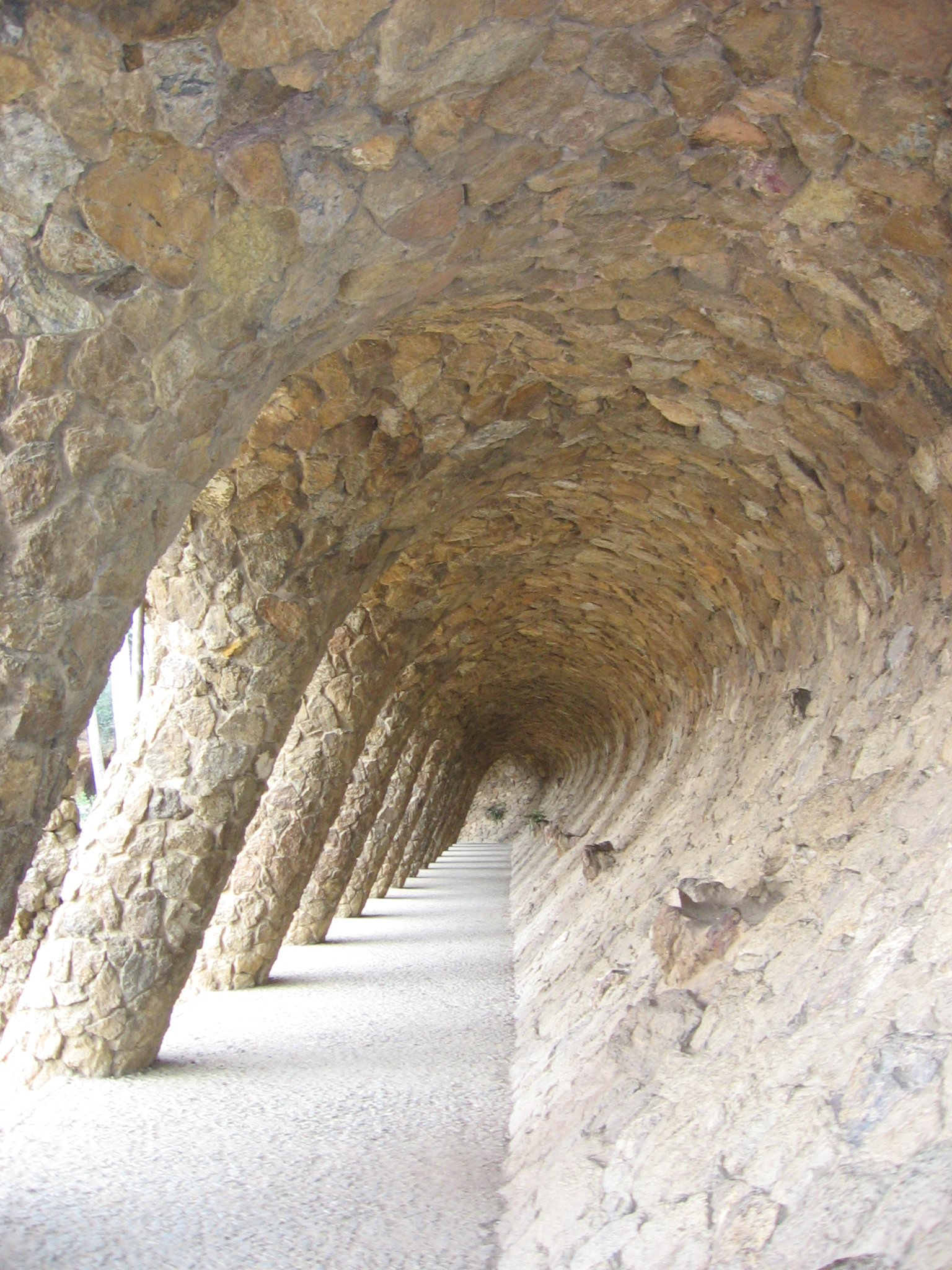
Pórtico de la Lavandera

Gaudí construyó una serie de viaductos para transitar por el parque, lo suficientemente anchos para el paso de carruajes y con unos caminos porticados por debajo para el paso de transeúntes. Los caminos tienen una longitud total de tres kilómetros, que salvan el desnivel de la montaña (60 m) y comunican de forma óptima el nivel inferior con el superior. Hay también unos pequeños senderos de piedra que intercomunican estos viaductos a modo de atajos, a veces con escalones. Cada variante de camino tiene un ancho distinto: 10 m para la avenida principal, 5 m para las calles y de 1 a 3 m para los senderos. Gaudí procuró integrar estos viaductos en la montaña de la forma más natural posible, por lo que no hizo desmontes, sino que adaptó los caminos a la topografía y añadió donde era preciso muros de contención.
Los viaductos están realizados con ladrillo y revestidos de piedra rústica, y tienen soluciones estructurales diferenciadas, inspiradas en distintos estilos arquitectónicos: el inferior (viaducto del Museo o pont de Baix) en estilo gótico, el intermedio (viaducto del Algarrobo o pont del Mig) barroco y el superior (viaducto de las Jardineras o pont de Dalt) románico. El inferior tiene dos hileras de columnas inclinadas y en su parte superior alberga bancos y jardineras; el intermedio tiene tres hileras de columnas, las exteriores también inclinadas, y cuenta como elemento anecdótico con el tronco de un algarrobo que Gaudí decidió conservar (está catalogado como árbol de interés local de Barcelona); el superior también tiene tres hileras de columnas y alberga en la calzada una sucesión de bancos y de pilares de 2,81 m de altura rematados con tiestos que contienen pitas.

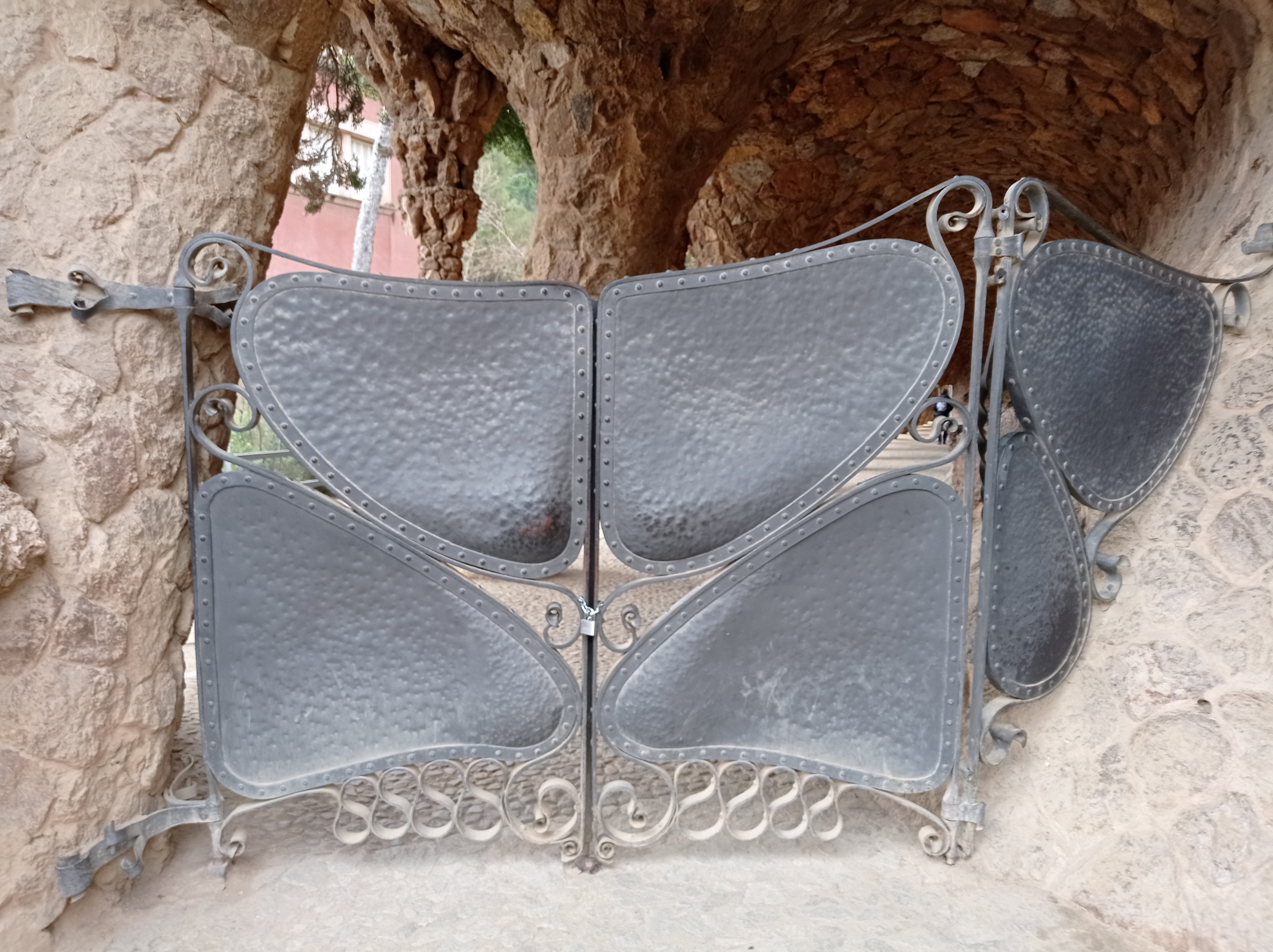
Puerta del pórtico de la Lavandera

El camino principal, llamado del Rosario por tener una hilera de bolas de piedra a modo de cuentas de un rosario, va desde la entrada por la carretera del Carmelo hasta la de la avenida del Santuario de San José de la Montaña, y atraviesa la plaza central. Tiene diez metros de ancho y se construyó sobre una antigua calzada romana que conducía a San Cugat del Vallés, conocida antiguamente como camino de San Severo. Las bolas del rosario son esféricas, de 60 cm de diámetro, hay 150 y originalmente servían para separar el camino de los carruajes y de los transeúntes. En 1968 se colocó en la entrada de la avenida del Santuario de San José de la Montaña una puerta con reja de hierro procedente de la torre Mateu de Llinars del Vallès, una obra de cuya autoría se duda entre Gaudí y su ayudante Francesc Berenguer, que fue demolida en 1962.
Entre la plaza del teatro griego y la casa Larrard se halla el llamado «pórtico de la Lavandera», apodado así por una columna de tipo cariátide esculpida en forma de lavandera, aunque otros estudiosos ven en la forma de esta columna una imitación de La portadora de ofrendas, una famosa estatuilla egipcia conservada en el museo del Louvre. Este pórtico tiene forma de claustro románico —posiblemente inspirado en el de la catedral de Elne—, soportado por columnas dobles, las exteriores verticales, con forma de palmera, y las interiores inclinadas para soportar mejor el peso. La conjunción de estas columnas inclinadas con el muro interior curvado —inclinación procedente del talud natural de las tierras— crea un efecto como de ola marina. Un segundo tramo del pórtico es una rampa en forma de espiral, con columnas helicoidales. En total, este pórtico tiene un recorrido de 83 m de longitud. En la entrada del pórtico se encuentra una puerta de hierro con forma de «hígados de ternera», según una famosa frase de Salvador Dalí.

### El Calvario

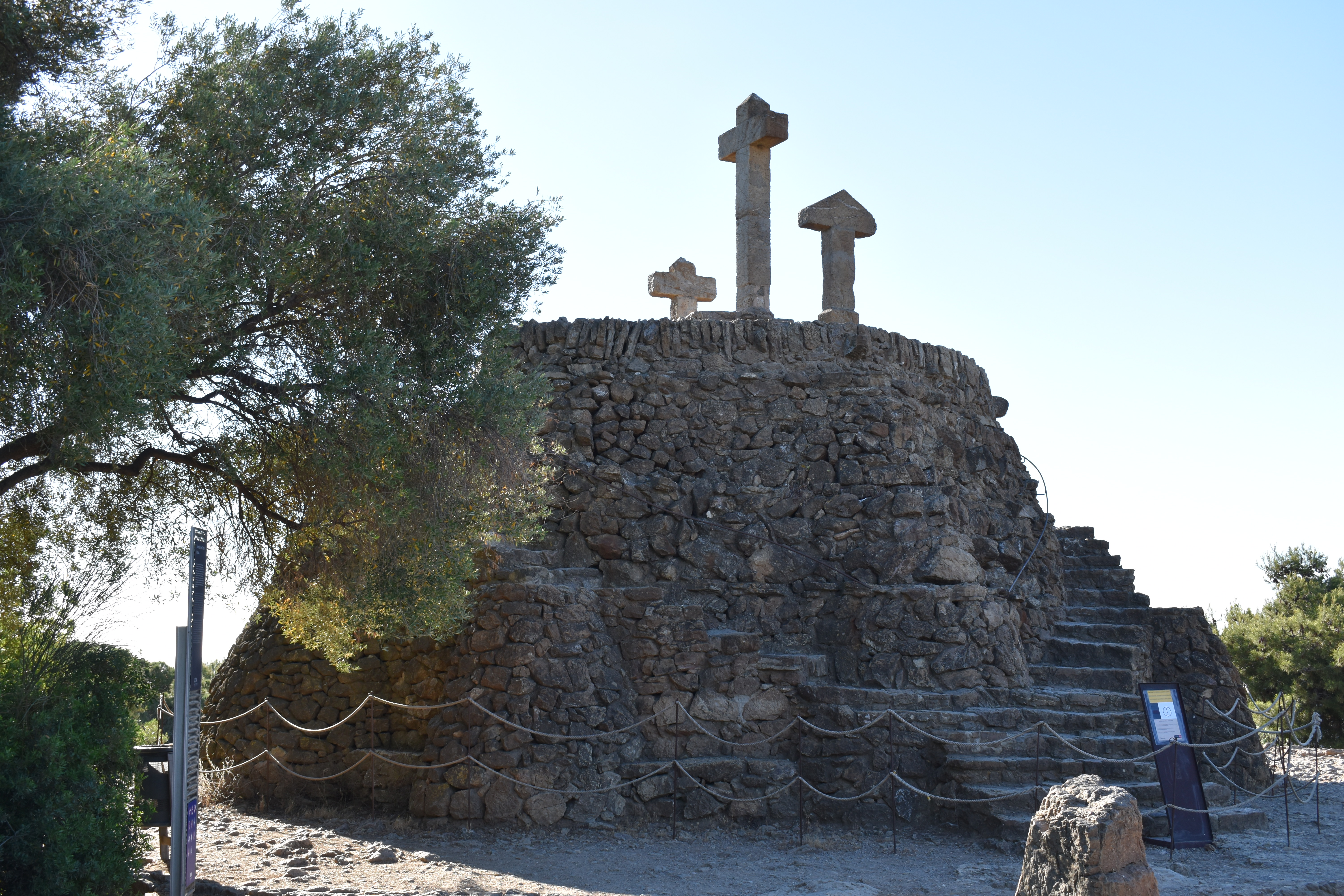
El Calvario

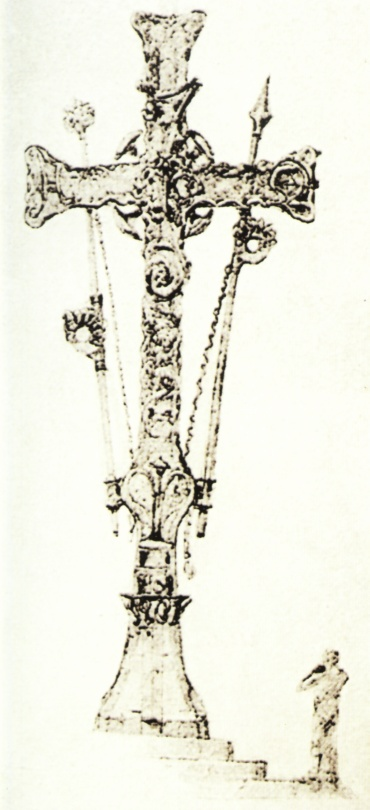
Proyecto de cruz monumental para el parque Güell, dibujo de Gaudí

En un promontorio de la parte alta del parque, en un lugar llamado antiguamente turó de les Menes ('colina de las Minas', por unas minas de hierro que se encontraban en el lugar), a 182 m de altura, Gaudí pensaba construir una capilla, que debido al fracaso de la urbanización finalmente no se llevó a cabo. Esta capilla habría tenido un diámetro de 30 m, con forma lobulada, como una flor de seis pétalos, similar a la cripta de la Colonia Güell. Cuando este proyecto no se realizó, Gaudí diseñó en su lugar una monumental cruz con las insignias de la Pasión de Jesús: la cruz la coronaría una J con la corona de espinas y la inscripción Aleluya; en el travesaño se situarían los clavos de la crucifixión —en la intersección— y las letras griegas alfa y omega (símbolo del principio y el fin) en los extremos; y debajo se encontrarían los instrumentos de tortura del Nazareno (el látigo y la lanza de Longino) y la inscripción Amén. Por un esbozo que dejó Gaudí, donde situaba una persona al pie de la cruz, se puede apreciar que esta habría tenido una altura de unos 10 m y un ancho de unos 4 m en el travesaño horizontal.
Finalmente, en el lugar donde se habría situado la capilla, Gaudí construyó un monumento en forma de Calvario de tres cruces. Inspirado por el hallazgo de unas cuevas prehistóricas donde se hallaron restos fósiles, Gaudí concibió el Calvario como un monumento megalítico, al estilo de los talayots de la prehistoria balear. El monumento tiene planta circular y dos rampas de escaleras, en cuya cima se sitúan las tres cruces y desde donde hay una magnífica panorámica de Barcelona. Hay dos cruces más bajas (de 1,5 m) y una más alta (1,7 m), una de las cuales termina en forma de flecha. La orientación de las cruces indica los cuatro puntos cardinales y la que acaba en flecha apunta hacia el cielo, lo que da lugar a que se realicen especulaciones sobre su significado. Las cruces fueron destruidas en 1936, al inicio de la Guerra Civil, y reconstruidas en 1939. En 1995 el monumento fue restaurado.
Los jardines de alrededor del Calvario tienen una estructura de terrazas con elementos de rocalla. Fueron diseñados por Lluís Riudor i Carol.

## La Casa-Museo Gaudí

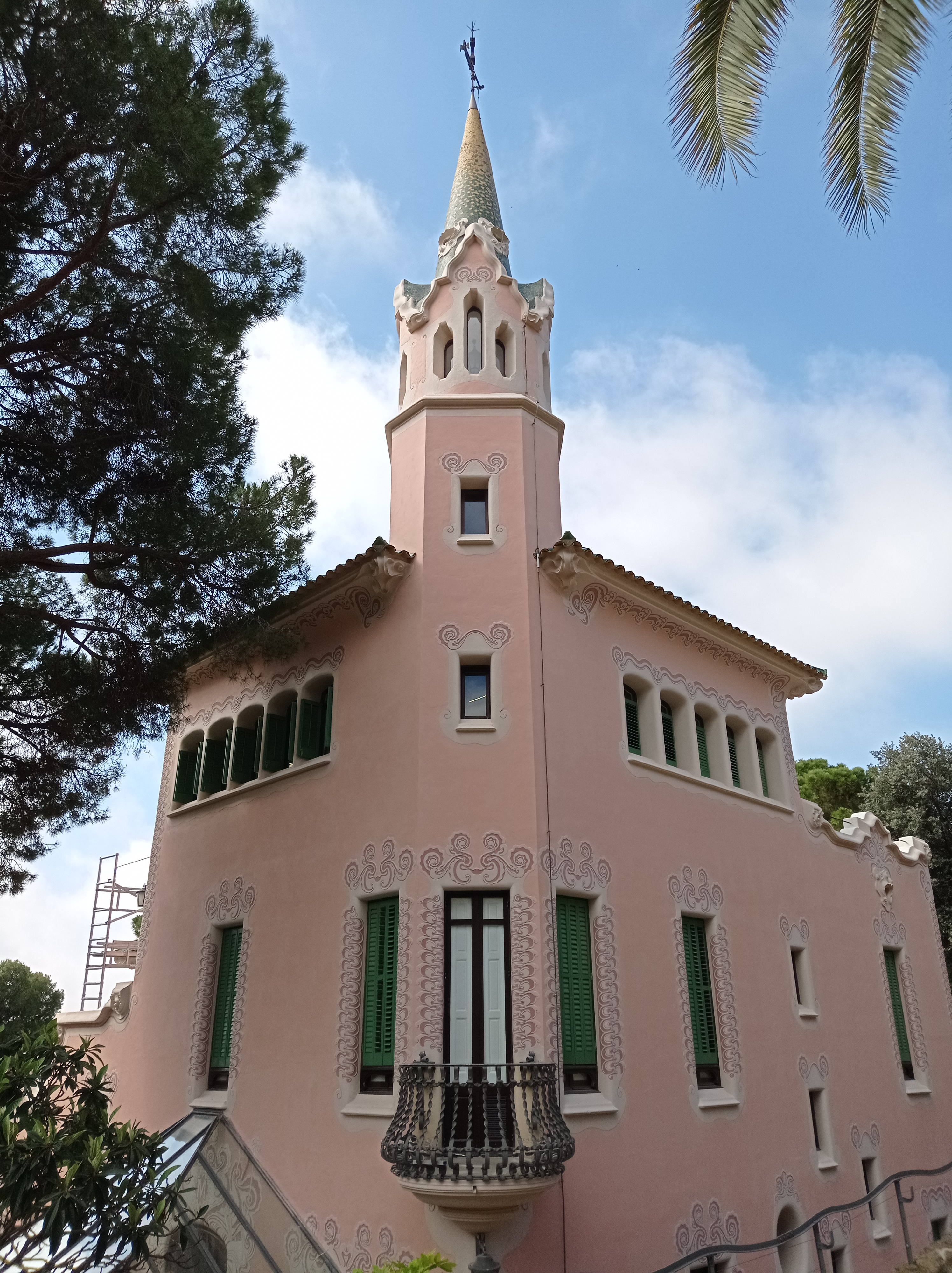
Casa-Museo Gaudí

En el recinto del parque, en el camino del Rosario, se encuentra la Casa-Museo Gaudí, lugar de residencia del arquitecto desde 1906 hasta 1925, pocos meses antes de su muerte, fecha en que pasó a residir en el taller de la Sagrada Familia. Aquí vivió con su padre, Francesc Gaudí Serra —fallecido en 1906 a los 93 años— y su sobrina, Rosa Egea Gaudí —fallecida en 1912 a los 36 años—. Diseñada por su ayudante Francesc Berenguer entre 1904 y 1906, fue construida como casa de muestra de la urbanización, hasta que fue adquirida por Gaudí cuando ya se veía el fracaso del proyecto. Es una casa de sótano y tres plantas, con dos terrazas y rematada por una alta torre coronada por una cruz y una veleta, rodeada por un jardín rústico cercado por un muro bajo, donde destaca una pérgola de arcos parabólicos recubierta de jazmín. La decoración, donde destacan los elementos de cerámica y los esgrafiados, es de estilo modernista y denota la influencia que sobre Berenguer ejercía su maestro.
A la muerte del arquitecto fue puesta en venta y el importe fue destinado a las obras de la Sagrada Familia, según el testamento dejado por Gaudí. Fue adquirida por el matrimonio italiano Chiappo Arietti, hasta que en 1963 fue comprada por la asociación Amigos de Gaudí con el objetivo de fundar un museo dedicado al arquitecto reusense. En 1992 esta asociación donó su propiedad a la Junta Constructora del Templo Expiatorio de la Sagrada Familia.
El museo alberga diversos muebles y objetos personales de Gaudí, como su dormitorio y su oratorio, además de algunos cuadros y esculturas, así como paneles informativos y audiovisuales dedicados al arquitecto. En el vestíbulo se encuentra un busto de bronce con la efigie del arquitecto elaborado por Joan Matamala. Entre los muebles hay mobiliario original procedente de la casa Calvet, la casa Batlló y la cripta de la Colonia Güell. En el jardín también se exponen diversos objetos, como la cruz de cuatro brazos del portal de la finca Miralles, una copia de una escultura de la Sagrada Familia titulada Cosmos, una gárgola con forma de cabeza de león de la cornisa de la plaza del parque o unas rejas procedentes de la casa Vicens y la casa Milà.

## Galería

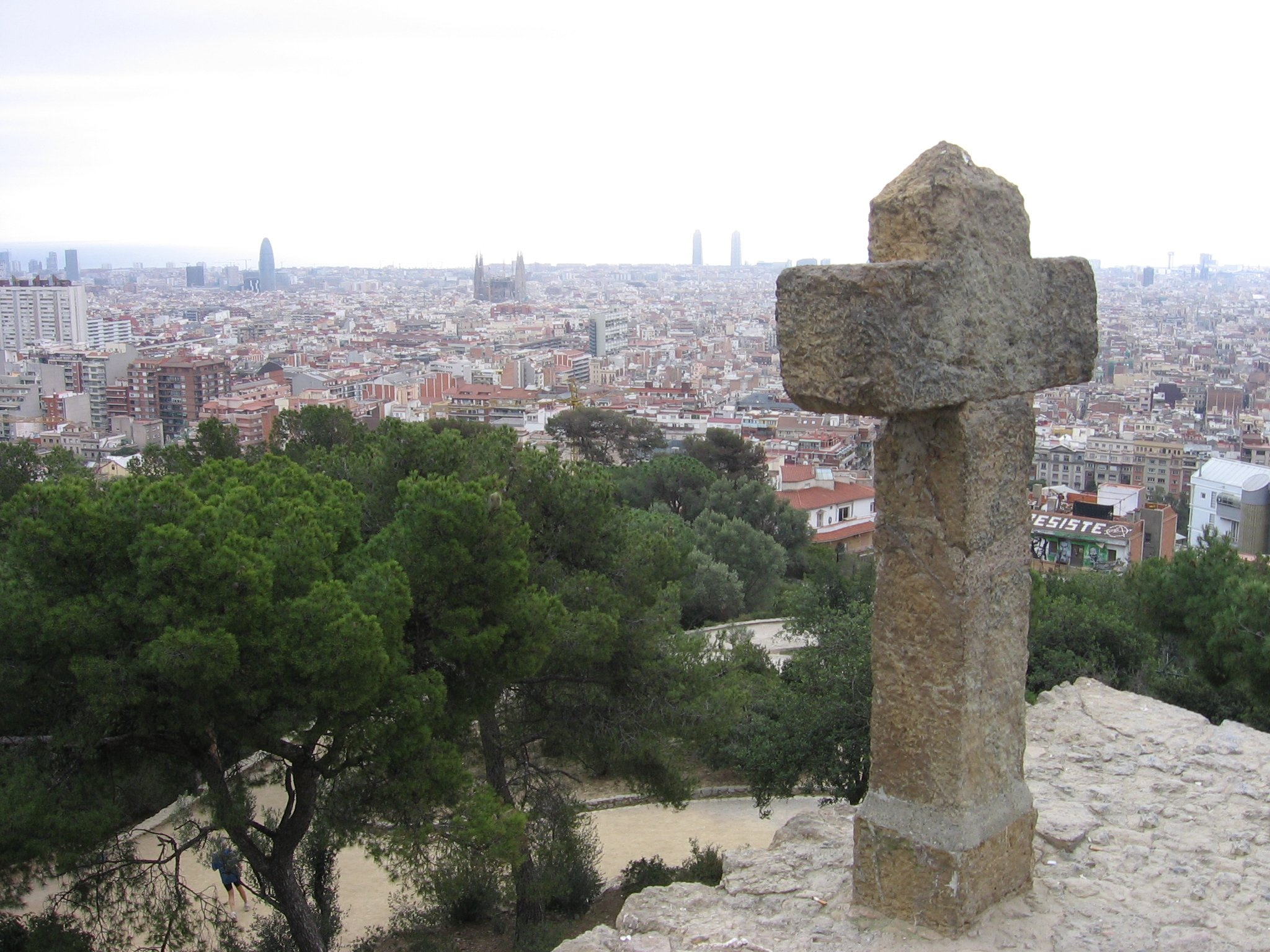
Vista de Barcelona desde el Calvario
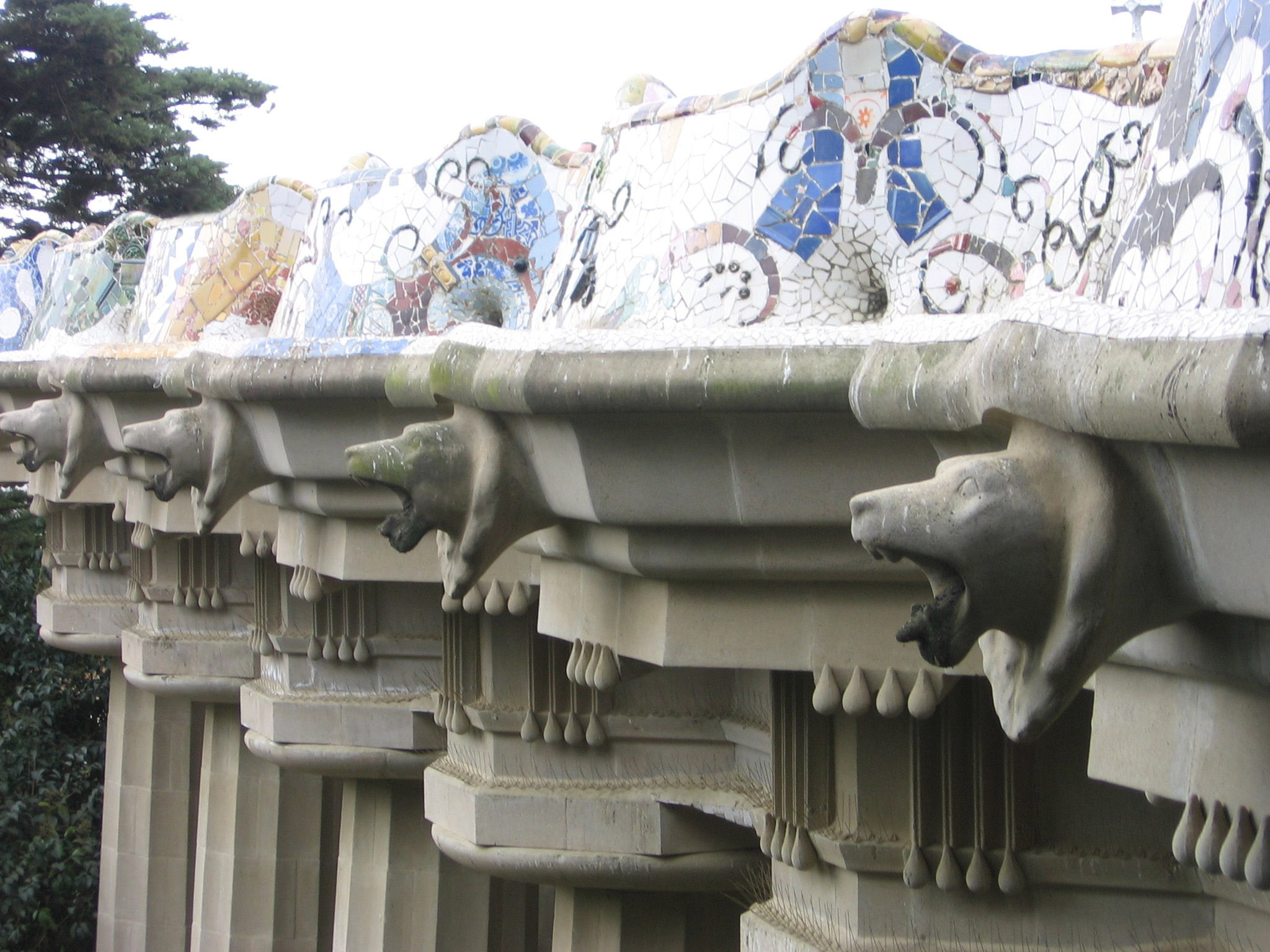
Vista del banco ondulante y la cornisa
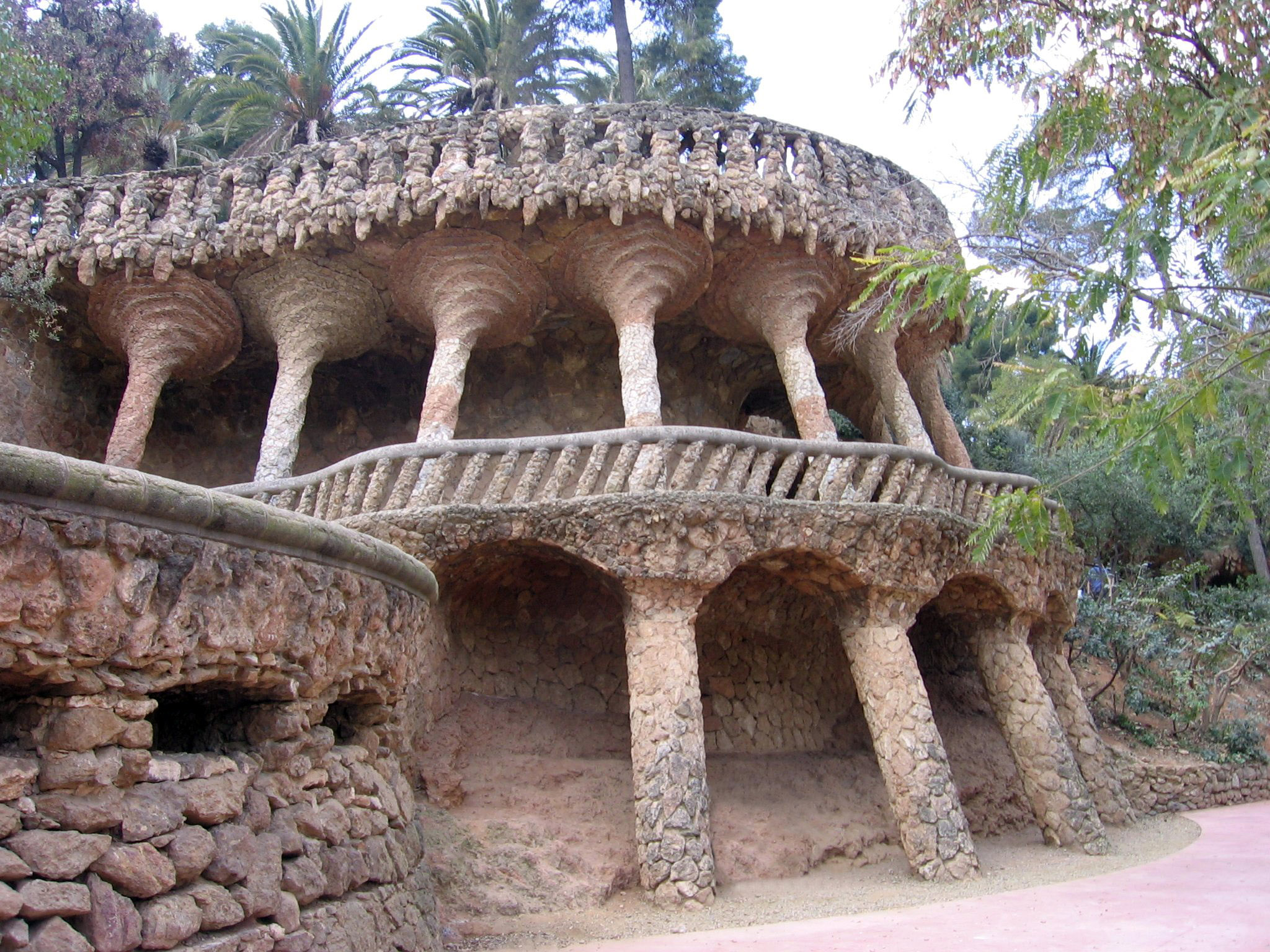
Miranda del pórtico de la Lavandera
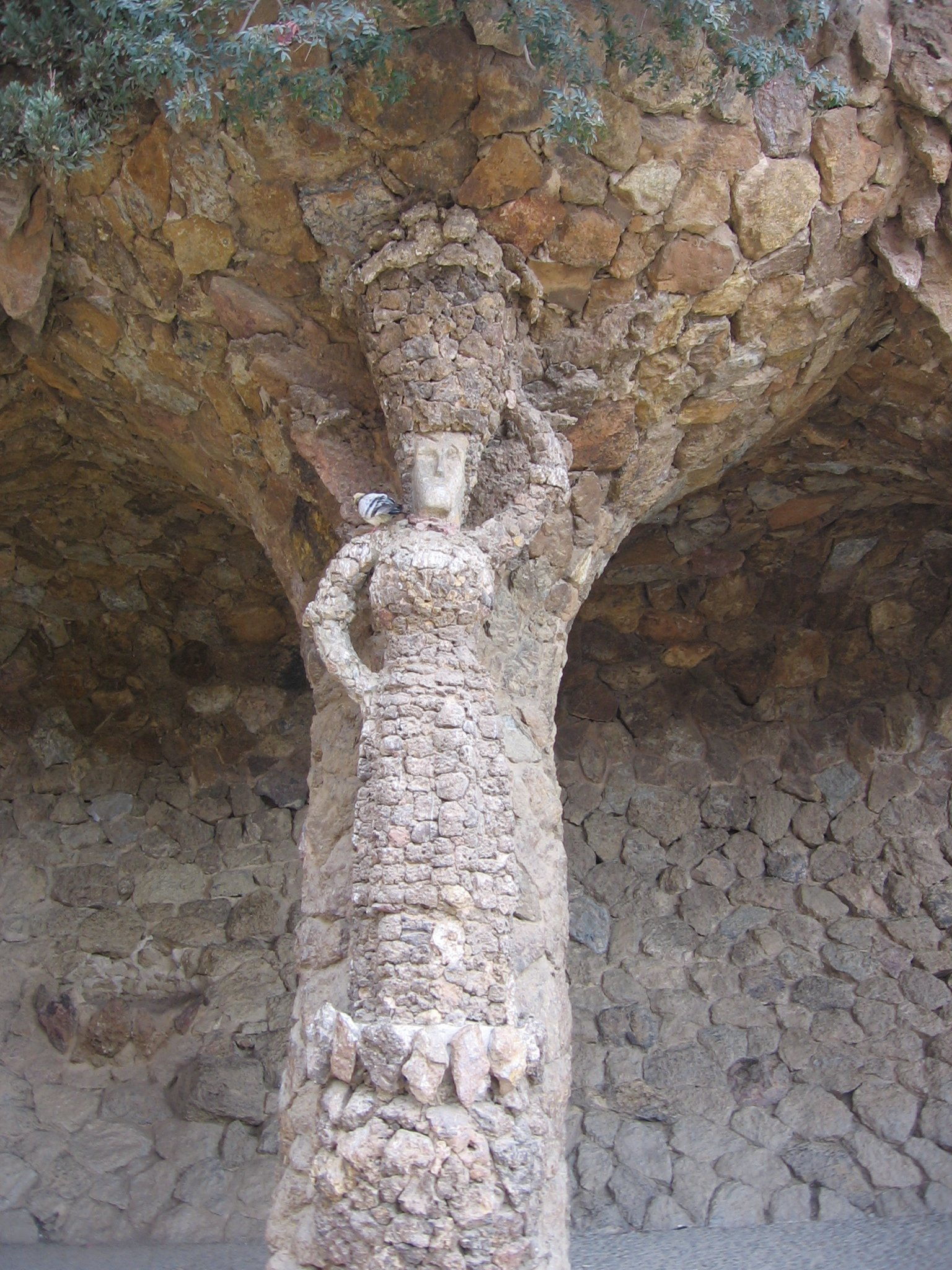
Escultura de la Lavandera
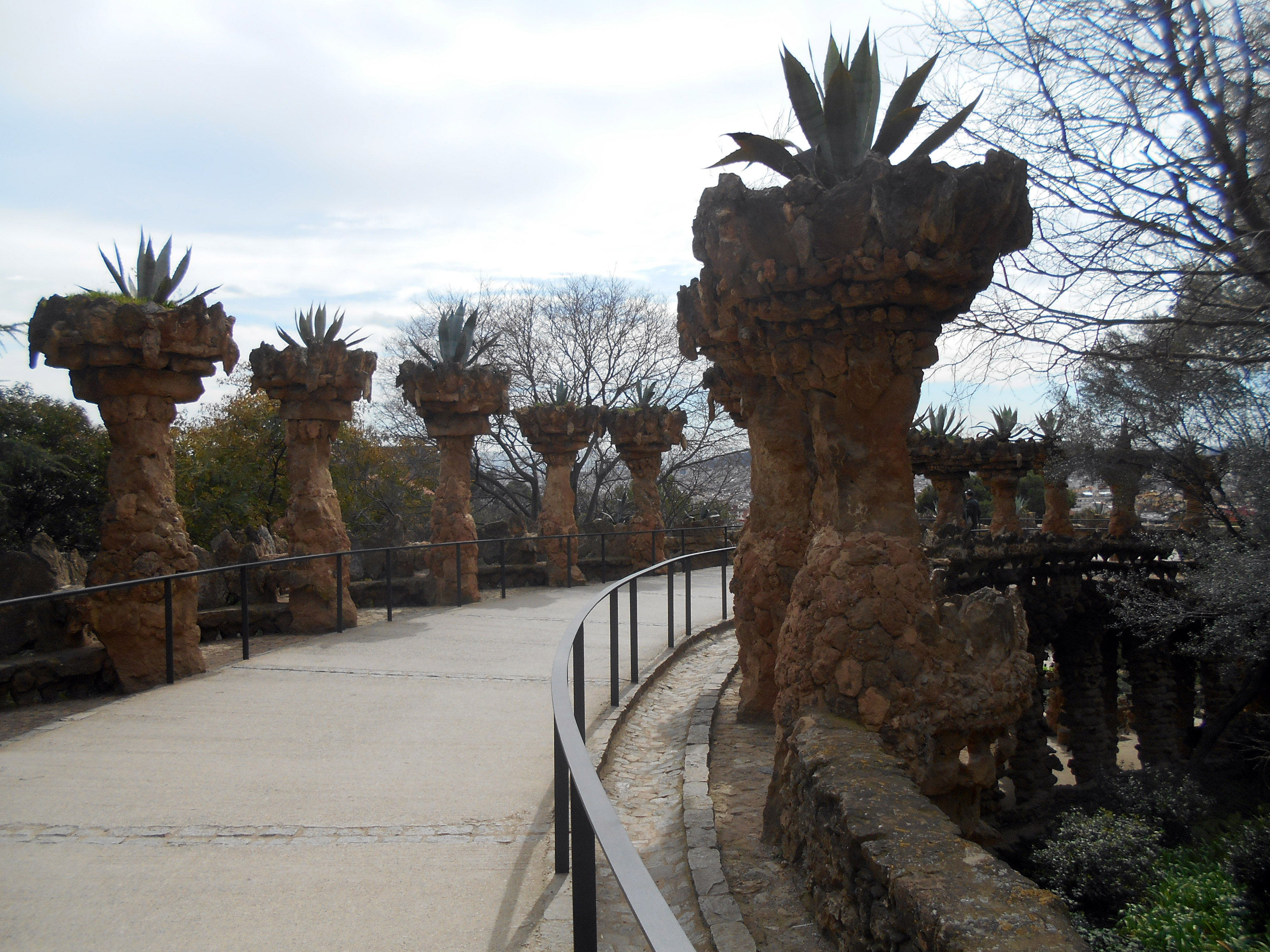
Viaducto de las Jardineras
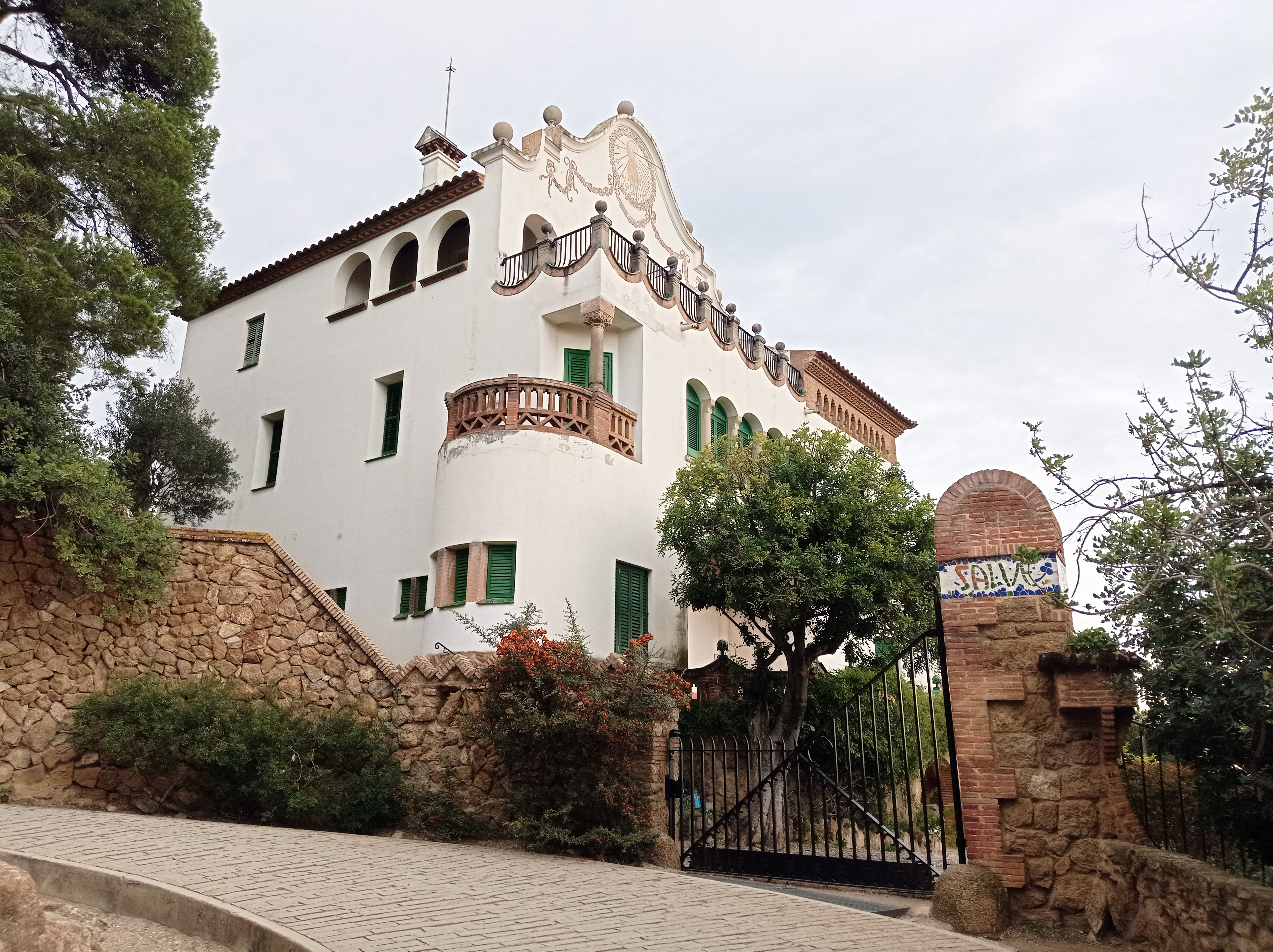
Casa Trias, obra de Juli Batllevell